# Erkelenz

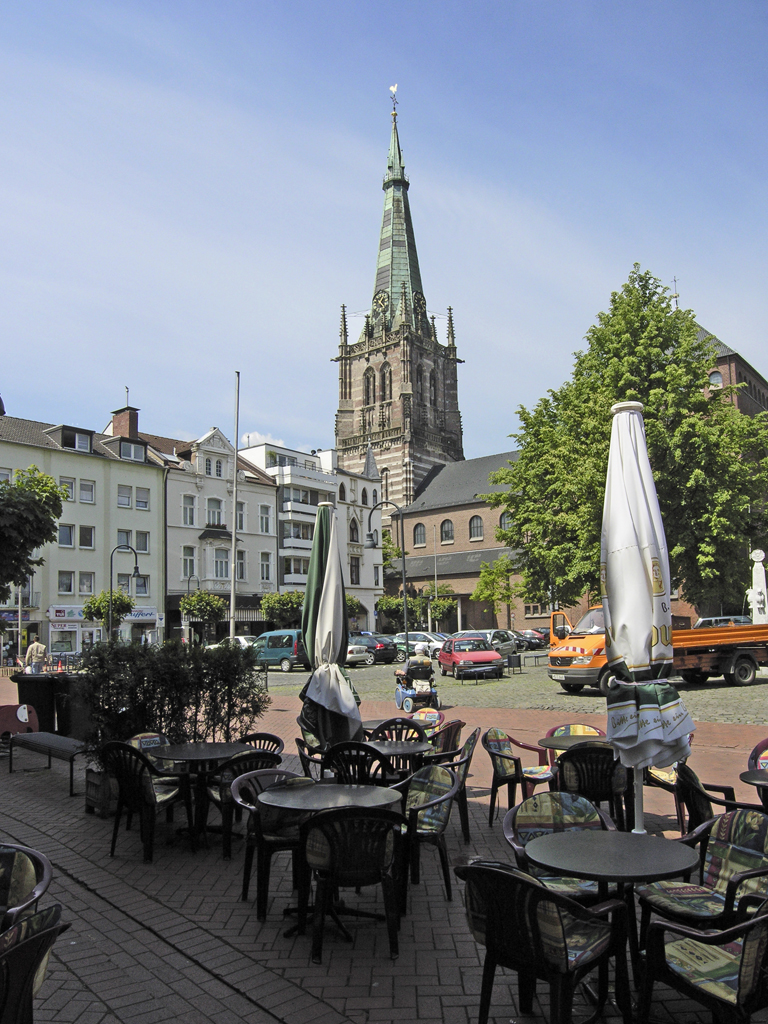
Marktplatz mit Turm der Lambertus-Kirche

Erkelenz ist eine Mittelstadt im Rheinland. Sie liegt rund 15 Kilometer südwestlich von Mönchengladbach am Nordrand der Kölner Bucht auf halbem Weg zwischen Niederrhein und Niedermaas. Sie ist eine mittlere kreisangehörige Stadt und die größte im Kreis Heinsberg in Nordrhein-Westfalen.
Während die Stadt auf mehr als 1000 Jahre Geschichte und Tradition zurückblickt, werden seit 2006 bis in das Jahr 2030 die östlich gelegenen Teile des Stadtgebietes durch den Braunkohletagebau Garzweiler II der RWE Power AG zerstört. Über fünftausend Menschen aus zehn Ortschaften müssen deshalb umgesiedelt werden. Die Dörfer Pesch, Borschemich und Immerath wurden eingeebnet. Als Ersatz wurden Immerath (neu) bei Kückhoven, Pesch an einer Straße in Kückhoven und Borschemich (neu) an dem Stadtteil Erkelenz-Nord angelegt. Die Räumung des Weilers Lützerath wurde im Januar 2023 durch Klimaschutzaktivisten verzögert.

## Geographie

### Landschaft

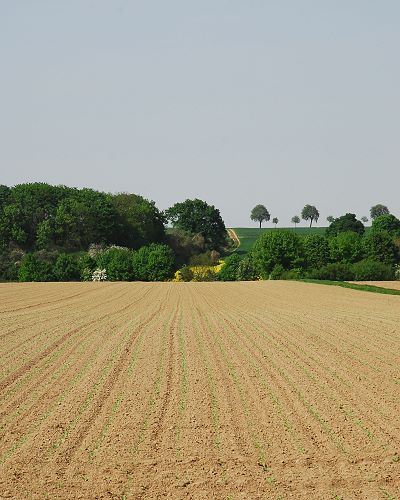
Das Erkelenzer Land bei Lövenich

Das Landschaftsbild ist von der flachwelligen bis fast ebenen Jülich-Zülpicher Börde geprägt, deren fruchtbarer Lössboden überwiegend landwirtschaftlich genutzt wird. Die Siedlungs- und Verkehrsfläche umfasst 20 Prozent des Stadtgebietes, 75 Prozent werden landwirtschaftlich genutzt und nur zwei Prozent sind bewaldet. Der Wahnenbusch, das größte zusammenhängende Waldgebiet, erstreckt sich südlich der Stadt bei Tenholt und umfasst 25 Hektar. Im Norden beginnt die wald- und wasserreiche Landschaft der Schwalm-Nette-Platte, eines Teilgebiets des Niederrheinischen Tieflandes. Im Westen, jenseits des Stadtgebietes, liegt 30 bis 60 Meter tiefer die Rurniederung. Der Übergang wird vom Baaler Riedelland eingenommen. Bäche haben hier eine abwechslungsreiche Landschaft von Berg und Tal geschaffen. Im Osten befindet sich das Niersquellgebiet bei Kuckum und Keyenberg. Südlich steigt die Landschaft zur Jackerather Lößschwelle hin an. Der niedrigste Punkt misst 70 m ü. NN (Niersgebiet im Nordosten und Nähe Ophover Mühle im Südwesten) und der höchste Punkt 110 m ü. NN (Stadtgrenze bei Holzweiler/Immerath im Süden).

### Klima
Das Klima wird vom atlantischen Golfstrom im Übergang zwischen ozeanischem und kontinentalem Klima beeinflusst. Es herrschen Südwestwinde vor und Niederschläge gibt es zu allen Jahreszeiten. Die jährliche Niederschlagsmenge beträgt etwa 710 mm, wobei August der niederschlagsreichste und September der niederschlagsärmste Monat ist. Die Sommer sind warm und die Winter mild. Im Juli liegt die mittlere Temperatur bei 19 °C, im Januar bei 3 °C. Die Dauer der kalten Periode mit einem Temperatur-Minimum unter 0 °C beträgt im langjährigen Mittel 50 Tage, die Anzahl der Sommertage mit Temperaturen über 25 °C liegt bei 30 Tagen, wobei es zusätzlich acht Tropentage mit Tagestemperaturen von mehr als 30 °C und Nachttemperaturen über 20 °C geben kann und insgesamt an 20 Tagen mit Gewittern zu rechnen ist. Der Frühling, der nach der Blüte von Kirsche, Apfel, Birne bemessen wird, zieht zwischen dem 29. April und dem 5. Mai ein. Der Hochsommer, der mit der Ernte des Winterroggens einsetzt, beginnt zwischen dem 10. und 16. Juli.
|                        | Jan  | Feb  | Mär  | Apr  | Mai  | Jun  | Jul  | Aug  | Sep  | Okt  | Nov  | Dez  |   |       |
| Mittl. Temperatur (°C) | 2,9  | 3,6  | 6,6  | 10,2 | 14,1 | 18,1 | 19,7 | 18,9 | 15,6 | 11,2 | 7,6  | 3,7  | ⌀ | 11,1  |
|                        |      |      |      |      |      |      |      |      |      |      |      |      |   |       |
| Niederschlag (mm)      | 50,3 | 60,2 | 45,9 | 46,4 | 68,4 | 61,3 | 71,4 | 83,9 | 33,9 | 68,7 | 59,0 | 60,3 | Σ | 709,7 |

|  |

|  |

|  |

|  |

|  |

|  |

|  |

|  |

|  |

|  |

|  |

|  |

|  |

|  |

|  |

|  |

|  |

|  |

|  |

|  |

|  |

|  |

|  |

|  |

### Geologie
Die Erkelenzer Börde ist der nördliche Ausläufer der Jülicher Börde und wird aus einer Lößplatte gebildet, die hier im Durchschnitt eine Mächtigkeit von über elf Metern besitzt. Darunter stehen Kiese und Sande der eiszeitlichen Hauptterrasse an, angelagert von Rhein und Maas. Eingebettet in den Löß sind stellenweise Linsen aus Mergel, die bis in das 20. Jahrhundert hinein zur Kalk-Gewinnung zum Teil auch durch Anlegen von Schächten und Stollen unter Tage abgebaut wurden. Im Tertiär bildete sich entlang von Verwerfungslinien der Erkelenzer Horst. Östlich des Horstes verläuft die Venloer Scholle, westlich die Rurscholle, im Süden die Erftscholle und der Jackerather Horst. Ein kleinerer Abschnitt des Horstes wird vom Wassenberger Horst eingenommen. Mächtige Braunkohlenflöze aus dem Tertiär und Steinkohlenflöze aus dem Karbon befinden sich im Untergrund. Der Erkelenzer Horst gehört zum Erdbebengebiet Kölner Bucht.

### Stadtgebiet

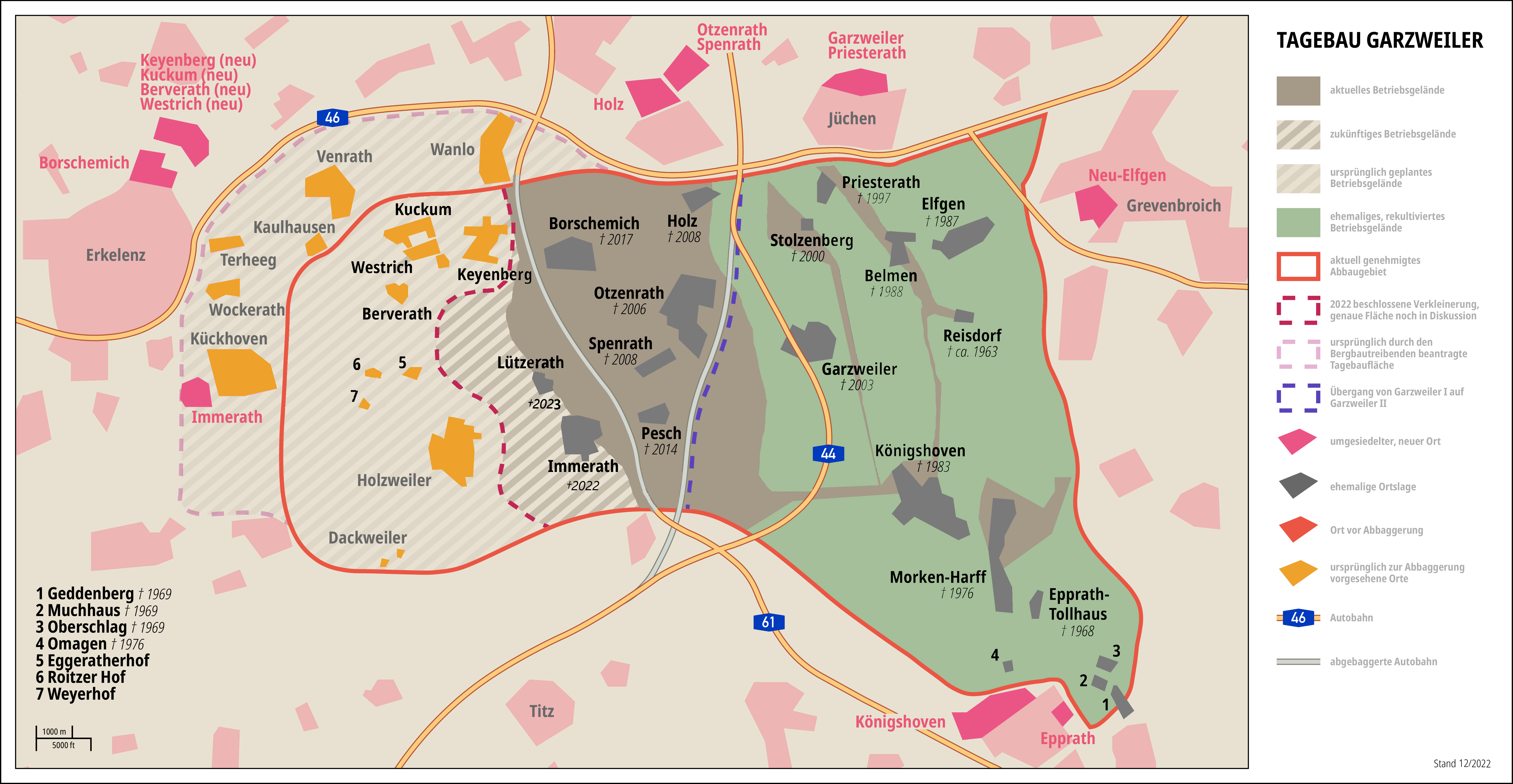
Östliche Ortsteile, die dem Tagebau Garzweiler II weichen sollen

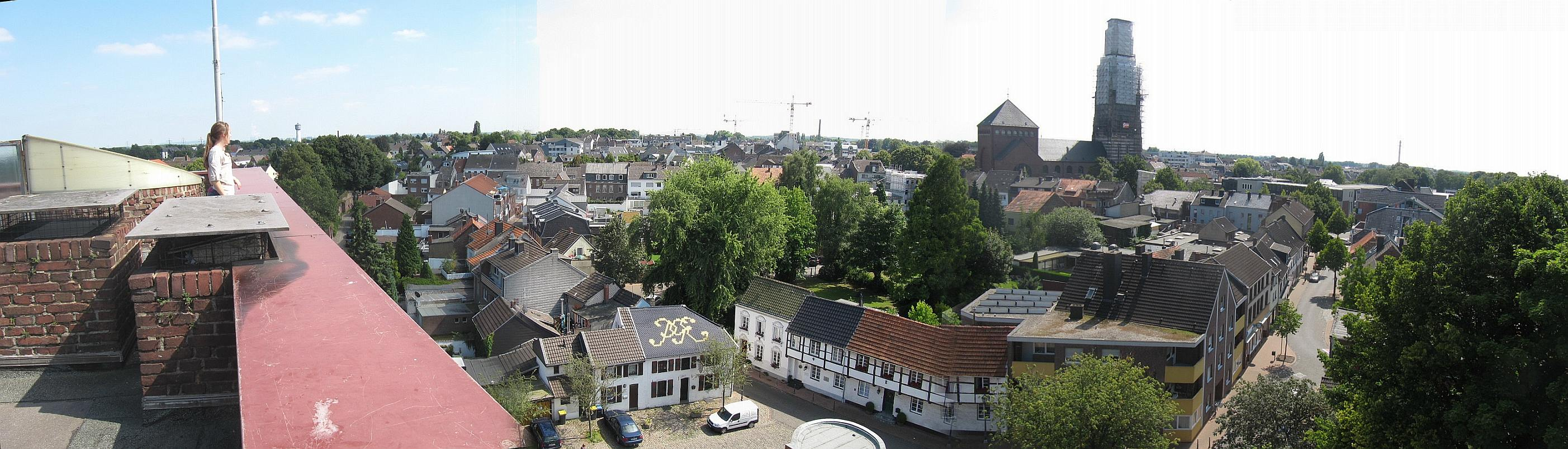
Blick vom Burgturm auf den Stadtkern

Das Stadtgebiet hat eine Ausdehnung in Ost-West-Richtung von 20 und in Nord-Süd-Richtung von elf Kilometern. Es grenzt an folgende Gemeinden: Stadt Wegberg (8 Kilometer nördlich, Kreis Heinsberg), kreisfreie Stadt Mönchengladbach (15 Kilometer nordöstlich), Stadt Jüchen (14 Kilometer östlich, Rhein-Kreis Neuss), Gemeinde Titz (zwölf Kilometer südöstlich, Kreis Düren), Stadt Linnich (elf Kilometer südwestlich, Kreis Düren), Stadt Hückelhoven (sieben Kilometer westlich, Kreis Heinsberg), Stadt Wassenberg (elf Kilometer nordwestlich, Kreis Heinsberg). Die Stadtgrenze zu den Städten Mönchengladbach und Jüchen ist auch zugleich die Grenze zwischen den Regierungsbezirken Köln und Düsseldorf.
Laut Hauptsatzung ist die Stadt Erkelenz in folgende neun Stadtbezirke mit insgesamt 46 Dörfern und Weilern eingeteilt (Einwohner: Stand 30. Juni 2017):
- Stadtbezirk 1: Erkelenz mit den in ihr aufgegangenen Orten Oestrich und Buscherhof sowie Borschemich, Borschemich (neu), Bellinghoven und Oerath, insgesamt 20.556 Einwohner
- Stadtbezirk 2: Gerderath mit Fronderath, Gerderhahn, Moorheide und Vossem, insgesamt 5198 Einwohner
- Stadtbezirk 3: Schwanenberg mit Geneiken, Genfeld, Genhof, Grambusch und Lentholt, insgesamt 2291 Einwohner
- Stadtbezirk 4: Golkrath mit Houverath, Houverather Heide, Hoven und Matzerath, insgesamt 2061 Einwohner
- Stadtbezirk 5: Granterath und Hetzerath mit Commerden, Genehen, Scheidt und Tenholt, insgesamt 3409 Einwohner
- Stadtbezirk 6: Lövenich mit Katzem und Kleinbouslar, insgesamt 4120 Einwohner
- Stadtbezirk 7: Kückhoven, insgesamt 2322 Einwohner
- Stadtbezirk 8: Keyenberg und Venrath mit Berverath, Etgenbusch, Kaulhausen, Kuckum, Mennekrath, Neuhaus, Oberwestrich, Terheeg, Unterwestrich und Wockerath, insgesamt 3884 Einwohner
- Stadtbezirk 9: Holzweiler und Immerath (neu) mit Lützerath und Pesch (2010 abgerissen), insgesamt 2245 Einwohner

## Geschichte

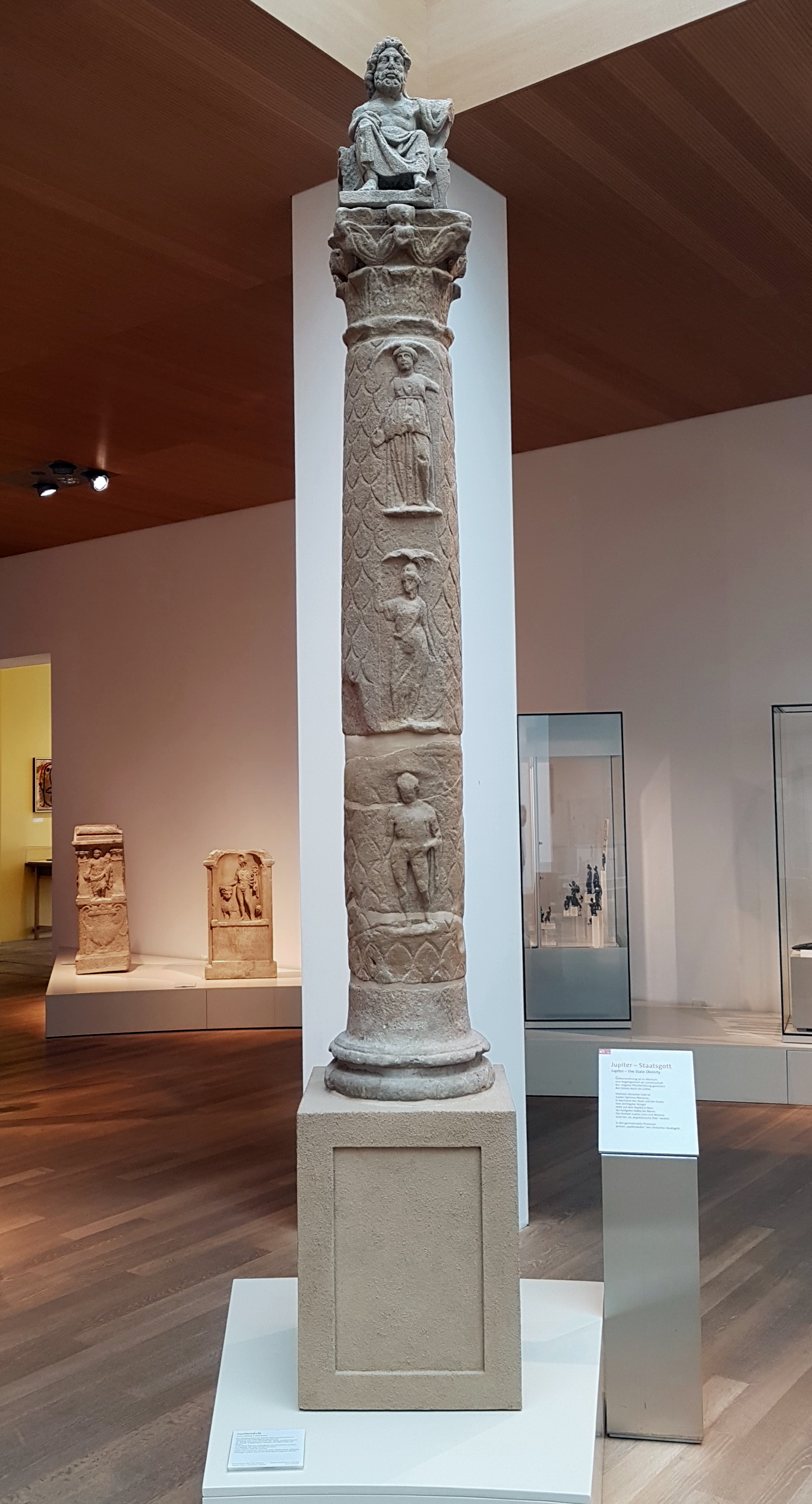
Jupitersäule (Rheinisches Landesmuseum Bonn)

### Vor- und Frühgeschichte
Aus dem gesamten heutigen Stadtgebiet liegen Funde von Feuersteinschlagplätzen der älteren bis jüngeren Steinzeit vor. Bei Gut Haberg, gelegen nördlich von Lövenich, existiert eine überregional bedeutende Fundstelle. In der Nähe von Kückhoven wurde 1990 ein Holzbrunnen entdeckt, der zu einer Siedlung der Bandkeramiker gehörte und um 5100 v. Chr. erbaut wurde. Damit stellt er eines der ältesten Holzbauwerke der Welt dar. Nördlich der alten Ortslage von Erkelenz, am heutigen Marienweg, lagen drei Brandgräber, nordwestlich bis südlich zahlreiche Trümmerstätten. Römische Ziegel, Hypokaustenziegel und Scherben stammen vom Markt südlich des Rathauses. Hier in der Südwestecke und östlich vom Chor der katholischen Pfarrkirche stieß man auf mit Feldsteinen eingefasste Urnengräber aus der frühen fränkischen Zeit von 300 bis 500 n. Chr. Am Süd- und Südostrand des Marktes fand man auch Kugeltöpfe im Stil der Badorfer Keramik aus karolingischer Zeit. 1906 entdeckte man in Kleinbouslar eine römische Jupitersäule aus dem Anfang des 3. Jahrhunderts n. Chr. Der Erkelenzer Chronist Mathias Baux schrieb im 16. Jahrhundert, dass „Die bussche sein in middelen tiden utgerodet und der boden to fruchtbarm lande gemacht, so dat uth der rouwer wildtnisse ein kornreicher gelends und overall ein lustig paradis woirden is.“ Aus der Sicht des Mathias Baux waren die mittleren Zeiten das 8. Jahrhundert, was sich mit der Entstehung des karolingischen Reiches deckt. Unter der heutigen katholischen Pfarrkirche lagen beigabenlose fränkische und mittelalterliche Gräber sowie Bruchstücke von Badorfer Keramik und römischen Ziegeln.

### Ortsname
Eine fiktive Erka wurde von Mathias Baux in dessen frühneuzeitlicher Stadtchronik, als mythologische Gründerin und somit als Namensgeberin von Erkelenz ersonnen. Die heutige Ortsnamenforschung aber ordnet Erkelenz den für das linksrheinische Gebiet charakteristischen Ortsnamen mit dem galloromanischen Suffix -(i)acum zu. Der erstmals im Jahre 966 n. Chr. in einer von Otto dem Großen besiegelten, allerdings nur in einer Abschrift aus dem 11. Jahrhundert erhaltenen Urkunde als herklenze bezeugte Ortsname geht damit auf ein *fundus herculentiacus ‚herkulentisches Gut (Gut des Herculentius)‘ zurück. Aus dem adjektivischen Personennamen entwickelte sich der heutige Ortsname. Eine Siedlungskontinuität von der Römer- bis zur Frankenzeit ist archäologisch aber nicht nachweisbar. Daher wurde früher auch postuliert, dass der Name nicht römischen, sondern althochdeutschen Ursprungs sei und das Wort linta ‚Linde‘ enthalte.

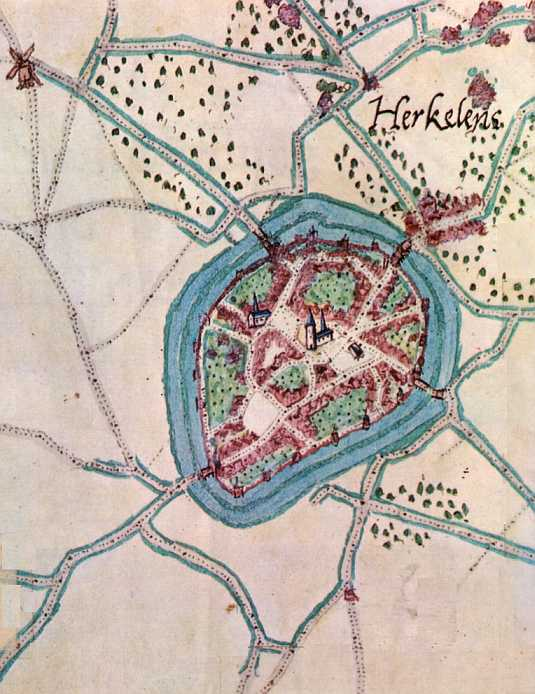
„Herkelens“ um 1560, Die Karte J. v. Deventers zeigt die noch weitgehend erhaltene Straßenführung der Innenstadt mit Stadtbefestigung, Rathaus und Kirche

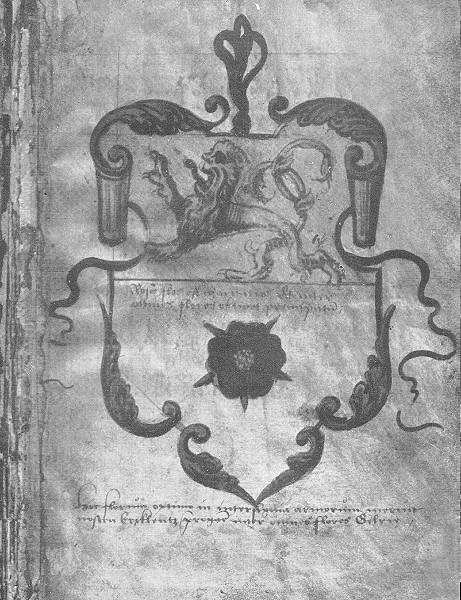
Wappen der Stadt Erkelenz aus der Chronik des Mathias Baux, 1562

### Grundherrschaft
Am 17. Januar 966 erhielt das Marienstift zu Aachen durch Tausch mit dem lothringischen Grafen Immo unter anderen den im Mühlgau in der Grafschaft des Eremfred gelegenen Ort Erkelenz und den Nachbarort Oestrich. Kaiser Otto der Große bestätigte diesen Tausch in der genannten Urkunde bei einem Hoftag in Aachen. Das Stift war nunmehr Eigentümer des gesamten Grund und Bodens in Erkelenz und den umliegenden Dörfern mit der Besonderheit, dass die Landesherrschaft von den Grafen ausgeübt wurde. Später wurden die Güter innerhalb des Stiftes zwischen Propst und Kapitel aufgeteilt. Die Höfe wurden nicht selbst bewirtschaftet, sondern verpachtet. Erst 1803 verlor das Stift diese Eigentumsrechte, als Frankreich die Säkularisation im Rheinland durchführte.

### Stadtrecht
Erkelenz hat im Jahr 1326 von Graf Rainald II. von Geldern das Stadtrecht erhalten, so ist es in der Stadtchronik des Mathias Baux nachzulesen. Eine Urkunde über die Stadtrechtsverleihung existiert aber nicht, weswegen zum Teil statt eines festen Datums ein langjähriger Stadtwerdungsprozess angenommen wird, der sich bis zur Mitte des 14. Jahrhunderts hingezogen haben soll. Dem steht aber entgegen, dass bereits für das Jahr 1331 ein Schöffensiegel genannt wird, und auch erscheint Erkelenz am 1. Dezember 1343 auf dem geldrischen Städtetag. Im Jahre 1359 wird Erkelenz dann in einer Urkunde als geldrische Stadt bezeichnet und führt den geldrischen Löwen und die geldrische Rose in Siegel und Wappen.

### Landesherrschaft
Seit dem ausgehenden 11. Jahrhundert hatten mit Gerhard III. von Wassenberg, der identisch ist mit Gerhard I. von Geldern, die Grafen von Geldern die Landesherrschaft auch in Erkelenz inne. Sie waren vom Reich bestellte Vögte und übten Gerichtsbarkeit, Marktschutz und Militärhoheit aus. Kaiser Ludwig der Bayer erhob Geldern 1339 unter Rainald II. dann zum Herzogtum, das in vier Quartiere aufgeteilt war. Erkelenz und seine umliegenden Dörfer gehörten zum Oberquartier Geldern mit dem Hauptort Roermond und war eine Exklave Gelderns im Herzogtum Jülich. Sie bildete mit den nicht isoliert gelegenen weiteren Dörfern Wegberg, Krüchten und Brempt das Amt Erkelenz, an dessen Spitze der Amtmann (Drossard) stand. Verwaltet wurde das Amt in Personalunion von dem Drosten des Amtes Krickenbeck, sein Stellvertreter in Erkelenz war ein Vogt.
Die städtische Verfassungs- und Verwaltungsform stimmte mit der der anderen geldrischen Städte überein. Sieben Schöffen, die wie auch die Bürgermeister in Stadt oder Land begütert sein mussten, und zehn gemeine Ratsmitglieder stellten für die Amtsperiode von einem Jahr zwei Kandidaten für den Stadtbürgermeister und zwei Kandidaten für den Landbürgermeister zur Wahl, auserkoren wurden sie aber nur von den Schöffen, die somit eigentlich die Politik in der Stadt betrieben, während der Rat nur repräsentative Aufgaben erfüllte.

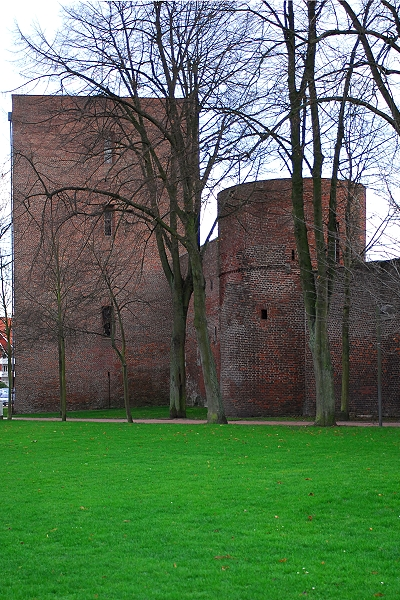
Geldrische Landesburg aus dem Jahre 1349

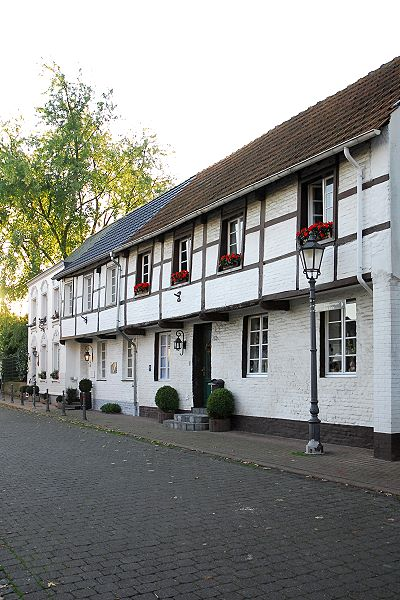
Im Pangel

Schon bald nach der Stadterhebung begann man mit der backsteinernen Befestigung der Stadt, die vermutlich bereits eine leichtere Umwallung besaß, wie sie seit unvordenklichen Zeiten zum Schutz der Siedlungen gebräuchlich und mit der im 11. Jahrhundert begonnen worden war. Zwar wird die Burg erst 1349 urkundlich genannt, die Stadt scheint sich aber aus dem Schutz der Burg heraus mit dem in unmittelbarer Nähe verlaufenden Pangel als ältestgenannter Straße („in deme Pandale“, 1398) entwickelt zu haben. Auch wird der nahegelegene Johannismarkt „alder mart“ (1420) und der entferntere, heute nur Markt genannte Platz „niewer mart“ (1480) genannt. Zudem ist die Burg offensichtlich in die nachfolgend errichteten Stadtmauern einbezogen worden, so dass sie schon bei der Stadtrechtsverleihung im Jahre 1326 vorhanden gewesen sein dürfte. Es ist auch kaum anzunehmen, dass ein unbefestigter Ort zur Stadt erhoben wurde. Letztlich ist 1355 als erstes und stärkstes das an der Kölner Heerbahn, die von Roermond kommend in Erkelenz über die Theodor-Körner-Straße, Mühlenstraße und Wockerath nach Köln führt, gelegene Brücktor (Brückstraße) unweit der Burg entstanden.
In einer Fehde Eduards von Geldern, der ein Sohn Herzogs Rainald II. und Widersacher seines älteren Bruders Rainald III. war, eroberte Graf Engelbert III. von der Mark im Jahre 1371 die nur unzureichend befestigte Stadt und zerstörte sie teilweise. Der kinderlose Eduard fiel im selben Jahr auf dem Schlachtfeld zu Baesweiler im Kampf auf Seiten seines Schwagers, des Herzogs Wilhelm II. von Jülich, gegen Herzog Wenzel I. von Brabant. Als in diesem Jahr auch sein Bruder Rainald III. ohne Nachkommen starb, entwickelten sich um Erbe und Besitz des Herzogtums Geldern immer wieder neue kriegerische Auseinandersetzungen, unter denen Erkelenz als geldrische Exklave in Jülicher Land durch Kriegslasten, Einquartierungen, Raub und Plünderungen besonders zu leiden hatte.
Entsprechend den strategischen Bedürfnissen der jeweiligen Landesherren wurde der Bau der Erkelenzer Festungswerke vorangebracht. Im Jahre 1416 entstand unter Rainald IV. von Geldern das dem Brücktor auf der anderen Seite der Stadt gegenüberliegende Maartor (Aachener Straße), das sich gegen das südlich der Stadt gelegene Jülich richtete. 1423 fiel das Herzogtum Geldern und damit auch die Stadt Erkelenz an Arnold von Egmond, 1425 an Adolf von Jülich-Berg. Nachdem dessen Neffe und Nachfolger, Gerhard II. von Jülich-Berg, in der Hubertusschlacht bei Linnich Arnold von Egmond besiegt hatte, wurde 1454 das Oerather Tor (Roermonder Straße) fertiggestellt, das gegen Roermond gerichtet war. Trotz laufender aufwendiger Arbeiten an den Befestigungswerken konnte die Stadt es sich leisten, 1458 sogleich mit dem Bau eines neuen, heute noch erhaltenen Kirchturmes zu beginnen, nachdem im Jahr zuvor der Turm der alten romanischen Kirche eingestürzt war.
Im Jahre 1473 gelangte die Stadt an Karl den Kühnen von Burgund, der auf seinen Kriegszügen gegen Lothringen 1476 persönlich in Erkelenz die Huldigungen der Bürgerschaft entgegennahm. 1481 fiel die Stadt an Maximilian I. von Österreich, 1492 an den Sohn Arnolds von Egmond, Karl von Egmond, der sich im selben Jahr ebenfalls persönlich in Erkelenz einfand. Zu dieser Zeit war die Festung Erkelenz schon so stark, dass Maximilian I. seine ihm gegen Geldern verbündeten Herzöge von Jülich und Kleve anwies, sich nicht auf einen Beschuss der Stadt einzulassen, sondern sie mit Hilfe von Sturmbrücken zu nehmen. Ein Heer von Herzog Wilhelm IV. von Jülich, es bestand aus 3000 Fußknechten mit 1000 Pferden, nahm Erkelenz am 21. August 1498 auf diese Weise – ein Stadttor war heimlich geöffnet worden. 1500 fiel die Stadt wieder zurück an Karl von Egmont, so dass im Jahre 1514 das dem Oerather Tor gegenüberliegende Bellinghovener Tor (Kölner Straße) entstand, das eine Lücke gegen Jülich schloss. In die Stadtmauer mit ihren vier Torburgen waren 14 Wehrtürme eingelassen, und in ihrem Vorfeld lag noch ein doppelter, durch einen Wall getrennter Wassergraben. Sie galt als uneinnehmbar.
Im Jahre 1538 fiel Geldern an Wilhelm von Jülich, Kleve und Berg. In diese Zeit fällt der große Stadtbrand von 1540, als am 21. Juni des Jahres in großer Sommerhitze ein Brand ausbrach, dem die Stadt bis auf wenige Häuser am Brücktor und in der Maarstraße fast vollständig zum Opfer fiel. Hilfe kam von den benachbarten geldrischen Städten Roermond und Venlo. Kaiser Karl V. der 1543 nach der Einnahme von Düren und Jülich auf seinem Zug mit einem 30.000 Mann starken Heer nach Roermond persönlich in Erkelenz weilte, beendete die geldrischen Erbfolgekriege im Frieden von Venlo. Die Stadt kam nun mit dem aufgelösten Herzogtum Geldern an das spanische Haus Habsburg und wurde Teil der spanischen Niederlande, dem damals reichsten Land Europas. So konnte, wie die Inschrift auf einem Stein neben dem Eingang bezeugt, bereits 1546 das bei dem Stadtbrand zerstörte Rathaus durch das heute noch erhaltene Bauwerk ersetzt werden.

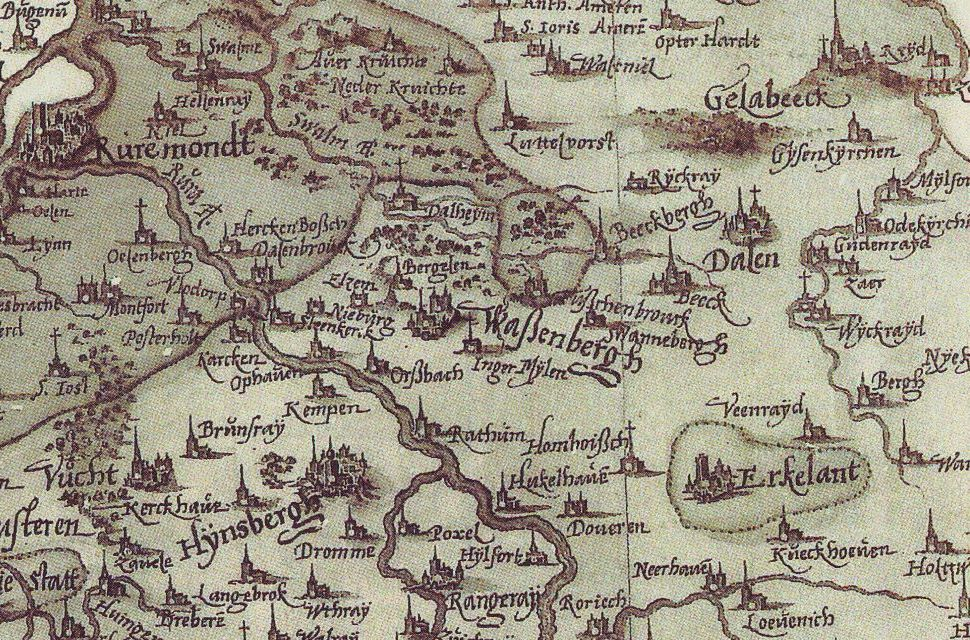
Geldrische Exklave Erkelenz im Manuskriptatlas des Christian Sgrothen, vor 1573

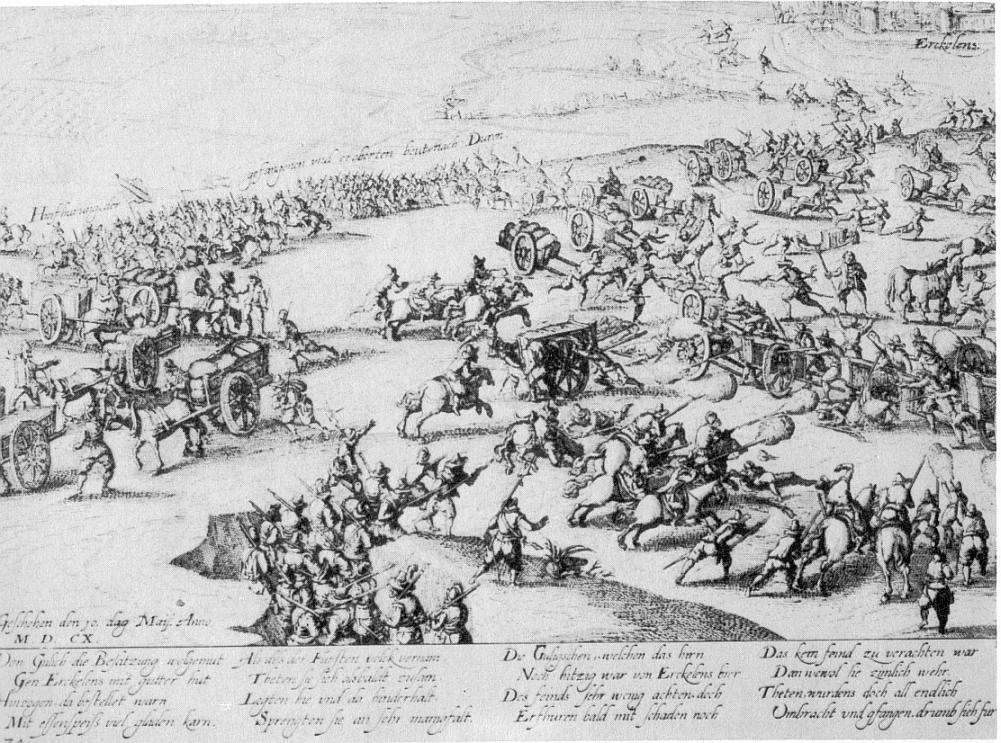
Belagerung von Erkelenz im Jülich-Klevischen Erbfolgekrieg im Jahr 1610

Dauerhafter Friede kehrte aber nicht in das Land ein und mehrmals suchten dazu noch Seuchen die Stadt heim. 1580 wurde sie durch die Pest fast entvölkert. Im Spanisch-Niederländischen Krieg nahmen im Jahre 1607 niederländische Truppen die Stadt ein und brandschatzten sie. Nachdem Erkelenz dann 1610 im Jülich-Klevischen Erbfolgekrieg erfolglos belagert worden war, vermochte im Französisch-Niederländischen Krieg schließlich das Heer des französischen Königs Ludwig XIV. zusammen mit den Truppen des Erzbischofs von Köln erst beim vierten Sturmangriff mit inzwischen erfundenen Kanonen die Stadt am Abend des 9. Mai 1674 einzunehmen, als zwei der vier Tore gefallen waren. An diesem Tag hörte sie auf, Festung zu sein. 400 Tote soll es bei den Angreifern gegeben haben, sechs bei den Verteidigern. Die Eroberer zwangen die Bürger, Breschen in die Mauern zu schlagen und sprengten das Bellinghovener und das Oerather Tor, die beide ihnen den freien Durchzug in die Niederlande versperrten.
Im Spanischen Erbfolgekrieg wurde sie 1702 von preußischen Truppen besetzt, die sie erst 1713 wieder räumten. Im Frieden von Utrecht 1714 erhielt Herzog Johann Wilhelm von Jülich und Kurfürst von der Pfalz Erkelenz, dem es aber erst 1719 huldigte. Die Stadt verlor so ihre jahrhundertealte Zugehörigkeit zum Oberquartier Geldern. Von 1727 bis 1754 war die Herrlichkeit Erkelenz an den kurpfälzischen Geheimrat Freiherrn Johann Bernhard von Francken verpfändet, der sich auch zeitweise in der Stadt aufhielt.
Von 1794 bis 1815 gehörte sie mit den linksrheinischen Ländern zu Frankreich und erhielt eine ständige französische Besatzungstruppe. Erkelenz bildete zunächst eine Munizipalität, ab 1800 eine Mairie (Bürgermeisterei) und war seit 1798 Sitz des Cantons Erkelenz im Arrondissement Crefeld, das Teil des Départements de la Roer war. Im Jahre 1815 wurde der König von Preußen neuer Landesherr. In den Jahren 1818/19 brach man die baufällig gewordene Stadtmauer und Stadttore ab. Anstelle der Stadtmauern entstanden die heutigen vier Promenadenstraßen, benannt nach den jeweiligen Himmelsrichtungen. Von 1816 bis zur Kommunalreform 1972 war Erkelenz Sitz des Landkreises Erkelenz.

### Industrialisierung
Um 1825 ließ sich Andreas Polke aus Ratibor in der Stadt nieder und gründete eine Stecknadelfabrik. Der benachbarte Aachener Raum war zu damaliger Zeit in diesem Gewerbe führend. 1841 beschäftigte Polke in seiner Manufaktur 73 Arbeiter, darunter 35 Kinderarbeiter unter 14 Jahren; für die schulpflichtigen unter ihnen unterhielt er eine Fabrikschule. Stecknadeln wurden bis etwa 1870 in Erkelenz gefertigt. 1852 wurde Erkelenz an die Bahnstrecke Aachen–Mönchengladbach angeschlossen und erhielt außer einem Bahnhof für die Personenbeförderung einen Güterbahnhof mit Rangiergleisen, Ablaufberg und Drehscheibe. Das erhöhte Verkehrsaufkommen zum Bahnhof Erkelenz machte den chausseeartigen Ausbau der aus vier Himmelsrichtungen auf die Stadt zulaufenden Straßen erforderlich, und in den Jahrzehnten darauf erfolgte auch über die mittelalterlichen Stadtgrenzen hinaus die Bebauung entlang der heutigen Kölner Straße in Richtung Bahnhof.
Im 19. Jahrhundert existierte vor allem in den umliegenden Dörfern die Handweberei an Webstühlen. Die industrielle Epoche begann in Erkelenz zunächst mit der Einführung mechanischer Webstühle für die Tuchfabrikation. Im Jahre 1854 gegründet und 1878 am heutigen Parkweg ansässig war die Rockstoff-Fabrik I. B. Oellers, eine mechanische Weberei, in der zeitweise 120 Arbeiter und 20 kaufmännische Angestellte tätig waren. Seit 1872 existierte die mechanische Plüschweberei Karl Müller (Ecke Kölner Straße – Heinrich Jansen Weg), die in Erkelenz 60 und im Bergischen und im Rhöngebiet weitere 400 Handweber für den Erkelenzer Hauptbetrieb beschäftigte. Im Jahre 1897 entstand an der Neußer Straße die Textilfabrik Halcour, die im Jahre 1911 67 männliche und 22 weibliche Mitglieder in ihrer betriebseigenen Krankenkasse führte.

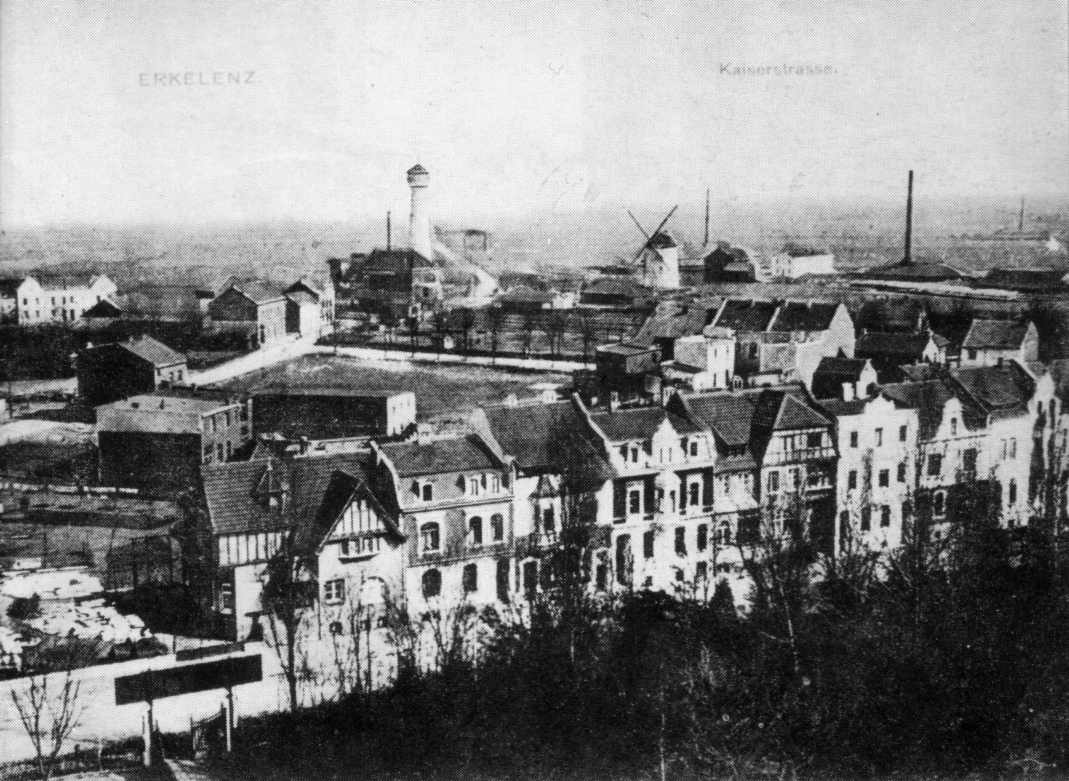
Historistische Fassaden der Kaiserstraße (Theodor-Körner-Straße) und Wasserturm, 1907

Der eigentliche Schritt in das Industriezeitalter fand 1897 statt, als der Industriepionier Anton Raky die Zentrale der von ihm gegründeten Internationalen Bohrgesellschaft nach Erkelenz verlegte, im lokalen Sprachgebrauch die Bohr genannt. Für den Standort war der günstige Bahnanschluss zum Ruhrgebiet und Aachener Revier entscheidend. In den folgenden Jahren zogen nun von außerhalb Industriearbeiter und Ingenieure nach Erkelenz, so dass sich Wohnungsnot entwickelte, die erst durch Gründung eines gemeinnützigen Bauvereins entschärft werden konnte. Zwischen Innenstadt und Eisenbahnlinie entstand ein neuer Stadtteil, im Volksmund wegen der fremd anmutenden Türmchen an manchen Häusern Kairo (sprich: Ka-i-ro) genannt. 1909 beschäftigte die Bohrgesellschaft 50 Angestellte und 460 Arbeiter, im Kriegsjahr 1916 bereits 1600 Mitarbeiter. Als die Stadt am 10. Mai 1898 auf dem Markt eine Bronzestatue des Kaisers Wilhelm I., ein Werk des Bildhauers Arnold Künne, aufstellte, wurde das Denkmal auf Initiative von Raky von Bogenlampen mit elektrischem Licht angestrahlt. Das markierte in Erkelenz die Einführung der Elektrizität im öffentlichen Raum. Im selben Jahr leuchteten in der Bahnhofstraße (heute Kölner Straße) die ersten elektrischen Straßenlampen und die ersten Hausanschlüsse wurden verlegt.
Gründerzeitliche Hausfassaden sind Zeugnisse der Entwicklung der Wende vom 19. zum 20. Jahrhundert. In den beiden folgenden Jahrzehnten baute die Stadt an der heutigen Bernhard-Hahn-Straße das Wasserwerk mit dem weithin sichtbaren Wasserturm, das Elektrizitätswerk, den Schlachthof (Architekt Walter Frese) und die Badeanstalt. An der Südpromenade wurde ein großes Schulgebäude für das Gymnasium errichtet. Die Gründung einer Kornbrennerei, einer Brauerei, einer Mälzerei und einer Molkerei dienten als neuer Absatz für die Landwirtschaft. Im Jahre 1910 errichtete Arnold Koepe in der ehemaligen Plüschweberei Karl Müller eine mechanische Werkstatt zur Herstellung von Förderwagen im Bergbau. Im Jahre 1916 übernahm Ferdinand Clasen den Betrieb und gründete 1920 aus dieser Firma die Erkelenzer Maschinenfabrik an der Bernhard-Hahn-Straße, die zeitweise 200 Mitarbeiter hatte.

### Die Weltkriege und die Zwischenkriegszeit
Während des Ersten Weltkrieges geriet auch die örtliche Wirtschaft durch Einberufungen, Vorbehalt des Eisenbahnverkehrs für Truppentransport und Beförderung von Kriegsmaterial sowie den Marsch großer Truppenteile durch die Stadt und den damit verbundenen Lasten zum Erliegen. Zur Behebung des Arbeitskräftemangels wurden Kriegsgefangene, meist Russen, die in einem auf dem Gelände der Internationalen Bohrgesellschaft 1915 errichteten Kriegsgefangenenlager interniert waren, vorwiegend in der Landwirtschaft eingesetzt. Um den Bedarf des Krieges an Metall zu decken, mussten die Bürger ihre diesbezüglichen Gerätschaften und die Kirchen einen Teil ihrer Glocken gegen geringe Entschädigung abliefern. Der verlorene Krieg kostete 142 zum Militärdienst eingezogenen Erkelenzer Bürgern das Leben, weitere 155 wurden zum Teil schwer verwundet.
Nach diesem Krieg, der auch das Ende des Kaiserreiches brachte, waren zwischen 1918 und 1926 in Erkelenz 2000, bis zum 19. November 1919 französische und ab dem 1. Dezember 1919 belgische Besatzungssoldaten stationiert. An der Neusser und an der Tenholter Straße wurden Baracken als Mannschaftsquartiere erstellt und für die Unteroffiziere und Offiziere außer beschlagnahmten Quartieren auch Wohnungen am Freiheitsplatz, an der Graf-Reinald-Straße und in der Glück-auf-Straße gebaut.

Notgeld der Stadt Erkelenz aus dem Jahre 1921

Da anfangs des Krieges auch Gold und Silber hergegeben werden mussten und die Goldwährung durch Papiergeld ersetzt worden war, verteuerten sich trotz Zwangswirtschaft alle Waren zu kaum erschwinglichen Papiergeldpreisen, so dass sich der Bestand an Papiergeld schließlich erschöpfte und den Kommunalbehörden gestattet wurde, eigenes Papiergeld zu drucken. 1921 ließ die Stadt als Notgeld Papiergeldscheine im Einzelwert von 50 und 75 Pfennig mit einem Gesamtwert von 70.000 Papiermark drucken. Dieses Notgeld wurde zum Teil in Umlauf gebracht und 1922 wieder eingelöst.
Als Franzosen und Belgier im Januar 1923 das Ruhrgebiet besetzten, um Kohle und Stahl in ihre Länder abzutransportieren, kam es in dem später als Ruhrkampf bekannt gewordenen Widerstand auch in Erkelenz zum passiven Widerstand, insbesondere der Eisenbahner, in dessen Verlauf die belgische Geheimpolizei 14 Männer mit ihren Familien auswies und zum Teil mit Gewalt bei Nacht und Nebel in nicht besetztem Gebiet aussetzte.
Bereits zu Beginn der Besetzung hatten Frankreich und Belgien erfolglos versucht, das Rheinland für einen Anschluss an ihre Länder zu gewinnen, den nunmehr aufgeflammten Widerstand nahmen sie zum Anlass, es jetzt mit Gewalt zu versuchen. Separatistentrupps, die sich mit Waffengewalt in verschiedenen rheinischen Städten festgesetzt hatten, riefen in Aachen die Rheinische Republik aus. Am 21. Oktober 1923 erschien ein solcher Trupp auch in Erkelenz, hisste mit Waffengewalt unter dem Schutz der Belgier am Rathaus und auf dem Landratsamt die „rheinische Fahne“ und forderte die Gemeinde- und Staatsbeamten auf, nunmehr der Rheinischen Republik zu dienen. Beamte und Bürgerschaft aber lehnten ab und holten die Separatistenfahne am folgenden Tag wieder ein. Unter größtem Jubel der Bevölkerung rückten die Besatzungstruppen ein Jahr später als nach dem Versailler Vertrag vorgesehen am 31. Januar 1926 ab. Die Glocken aller Kirchen läuteten die mitternächtliche Befreiungsstunde ein und in diesem Jahr feierte Erkelenz auch die 600-jährige Verleihung seiner Stadtrechte.
Nach der Machtergreifung des NS-Regimes am 30. Januar 1933 und nach den Reichstags- und Kommunalwahlen im März 1933 beantragten die Nationalsozialisten in Erkelenz unter Führung des Kreisleiters NSDAP Kurt Horst zuerst wie fast überall in den neuen Gemeindeparlamenten, Straßen und Plätze nach ihnen genehmen Männern umzubenennen. So gab es in Erkelenz seit April 1933 einen Adolf-Hitler-Platz (Johannismarkt), einen Hermann-Göring-Platz (Martin-Luther-Platz) und eine Horst-Wessel-Straße (Brückstraße). Im Mai 1933 drängten sie den amtierenden demokratischen Bürgermeister Ernst de Werth unter Androhung von „Schutzhaft“ aus dem Amt, ernannten Adolf Hitler als Ehrenbürger und verfolgten politisch Andersdenkende, Gewerkschafter und Geistliche.
Im Juli 1933 wurde am Amtsgericht Erkelenz wie an allen Amtsgerichten im Deutschen Reich ein sogenanntes Erbgesundheitsgericht eingerichtet, dessen Aufgabe in der Zwangssterilisation körperlich und geistig Behinderter bestand. Ab 1941 wurde im Rahmen der später als Aktion T4 bekanntgewordenen Krankenmorde in der Zeit des Nationalsozialismus eine systematische „Vernichtung lebensunwerten Lebens“ durchgeführt, in die auch das Haus Nazareth in Immerath verstrickt war, wobei auch als „asozial“ oder „minderwertig“ bezeichnete Personen ermordet wurden.
Im April 1933 hatte die NSDAP wie überall in Deutschland einen „Judenboykott“ organisiert. Während der Novemberpogrome 1938 (der sogenannten „Reichskristallnacht“) kam es schließlich zu antijüdischen Gewalttaten. Von kommandierten SS- und SA-Leuten wurde die Synagoge an der Westpromenade verwüstet, jüdische Männer verhaftet, jüdische Wohnhäuser und Geschäfte in der Stadt geplündert und demoliert. Im März/April 1941 wurden überall in Deutschland die Juden aus ihren Wohnungen vertrieben und in sogenannten Judenhäusern konzentriert, wohin sie von ihrem häuslichen Eigentum nur das Nötigste mitnehmen durften. So zwangen die Nationalsozialisten auch am 1. April 1941 die noch in der Stadt Erkelenz verbliebenen Juden, ihre Wohnungen zu verlassen und Quartier im Spiess-Hof, einem Gehöft in Hetzerath, zu nehmen, von wo aus sie 1942 über das Ghetto Izbica in die Vernichtungslager deportiert wurden.
Gegen Ende des Zweiten Weltkrieges wurde Erkelenz mit dem Vordringen der Westalliierten auf die deutsche Westgrenze Mitte September 1944 wie viele andere Ortschaften im Aachener Gebiet allmählich geräumt. Lange Flüchtlingsströme bewegten sich ostwärts über den Rhein; auch das Vieh der Bauern wurde teilweise weggetrieben. Gleichzeitig wurden Tausende Zivilisten, Kriegsgefangene und Zwangsarbeiter zum Schanzen von Panzergräben in das Gebiet gebracht, unter Aufsicht bewaffneter SA aus Sachsen, die zahlreiche Übergriffe und Plünderungen vornahm. Im Zuge der Rurfront wurden zwei Kilometer westlich der Stadt in einem halben Bogen um sie Panzergräben ausgehoben, Minenfelder ausgelegt und Infanteriestellungen mit einem weit verzweigten Grabensystem einer starken Igelstellung ausgebaut.
Der erste große Bombenteppich ging am 8. Oktober 1944 auf die Stadt nieder. Beim zweiten Bombenangriff am 6. Dezember 1944 starben 44 Menschen. Zwischen den Bombardierungen waren tagsüber und oft auch nachts Jagdbomber tätig. Seit Dezember 1944 lag die Stadt auch in Reichweite alliierten Granatbeschusses. Bei einem weiteren Bombenangriff am 16. Januar 1945 starben 31 Menschen, davon alleine 16 in einem Bunker an der Anton-Raky-Allee. Bei der SS-Kampftruppe reichte man das Kommando von oben nach unten weiter und setzte sich ebenso wie die örtlichen Parteifunktionäre, die in tagelangen Feuern ihre Akten verbrannt hatten, rechtzeitig ab. Der vierte und schwerste Luftangriff auf die inzwischen von Zivilisten fast verlassene Stadt erfolgte am 23. Februar 1945. Etwa 90 viermotorige Bomber flogen sie in zwei Wellen an. Folgende Gebäude, die bis dahin den Krieg überstanden hatte, wurden zerstört: die Kirchen, die Stadthalle, das Gericht, die Badeanstalt, das Krankenhaus, die Schulen, der Kindergarten und nur der Turm der katholischen Pfarrkirche blieb schwer beschädigt stehen. Drei Tage später, am 26. Februar 1945, nahmen das 406. und das 407. Infanterieregiment der 102. US-Infanteriedivision der 9. US-Armee im Zuge der Operation Grenade die Stadt und die umliegenden Ortschaften ein. Am Ende dieses Krieges war Erkelenz weitgehend zerstört und zählte im damaligen Kreis Erkelenz 300 Tote durch Bomben, 1312 Gefallene und 974 Verwundete.

### Die Nachkriegszeit
Beim Einmarsch der alliierten Truppen mussten die Einwohner umliegender Dörfer ihre Häuser verlassen und wurden interniert. Die verlassenen Wohnungen und Häuser wurden geplündert. Die Lebensmittelversorgung brach zusammen. Befreite, ehemalige sowjetische Zwangsarbeiter, bewaffneten sich mit herumliegendem Kriegsmaterial und machten die Gegend durch Übergriffe auf Zivilisten unsicher. Ende März 1945 lebten in Erkelenz etwa 25 Einwohner; in der sich mit zurückkehrenden Evakuierten allmählich wieder füllenden Stadt fehlte es an allem Nötigsten.
Anfang Juni 1945 lösten Briten die Amerikaner ab. Einige der führenden Nationalsozialisten, die sich unter den Zurückkehrenden befanden, konnten verhaftet und vor Gericht gestellt werden. Sogenannte „Persilscheine“ waren begehrt. Der große Teil der bedeutungslosen Nationalsozialisten und Mitläufer wurde zu Enttrümmerungs- und Aufräumarbeiten in der Stadt zwangsverpflichtet. Aber auch die übrigen Bürger, insbesondere Bauern, denen noch ein Pferd oder Ochse nebst einem Karren geblieben war, zog man zu Hand- und Spanndiensten heran und auch die Jugend war aufgerufen, in freiwilligen Arbeitseinsätzen beim Wiederaufbau der Stadt zu helfen. Der größte Teil der Arbeiten geschah in Selbsthilfe und die sich gerade erst wieder organisierende Verwaltung achtete nur auf die Einhaltung der allernötigsten Bauvorschriften.
Die ersten allgemeinen Gemeindewahlen fanden am 15. September 1946 statt. Von 1947 an erreichten mit Lebensmitteln und sonstigen Sachen gefüllte ‚CARE-Pakete’ aus den USA, die Stadt. Außer den zurückkehrenden Ortsansässigen mussten zunehmend Vertriebene aus den deutschen Ostgebieten aufgenommen werden, so dass in den 1950er Jahren mit dem ‚Flachsfeld’ ein neuer Stadtteil entstand. Ebenso wuchs die Stadt in dieser Zeit auf den Feldern zwischen dem von nur wenigen Häusern begleiteten Buscherhof und der Oerather Mühle mit dem ‚Marienviertel’ um ein neues großes Stadtviertel, dessen Straßen zu beiden Seiten des alten, zur Marienwallfahrt in Holtum führenden Marienweges fast alle Namen von ostdeutschen Städten tragen. Erst in den Jahren 1956 und 1957 nahm die Bevölkerung unter großer Anteilnahme die letzten Heimkehrer aus Krieg und Kriegsgefangenschaft auf dem Erkelenzer Bahnhof in Empfang.

### Erkelenz heute
Mit dem Neubau eines Jungen-Gymnasiums am heutigen Schulring begann 1965/1966 die Errichtung eines weiteren Viertels, das heute allgemein Schulviertel genannt wird. Neben weiteren, zwischenzeitlich erschlossenen kleineren Wohn- und Gewerbegebieten wächst seit den 1990er Jahren auf dem Oestricher Kamp ein großer Stadtteil mit eigener Grundschule heran, der von der sogenannten Nordtangente (Düsseldorfer Straße) abgeschlossen wird. Das an den Schulring angrenzende, zunächst für die Familien von in Deutschland stationierten britischen Soldaten gebaute und später nach deren Abzug als Übergangsheim für Spätaussiedler und Asylsuchende dienende Wohnviertel Bauxhof verlor 2007 seine letzte Funktion. Die Wohnanlage mit einer ursprünglichen Kapazität von bis zu 1200 Bewohnern wurde 2008 aufgelöst und teilweise abgerissen.

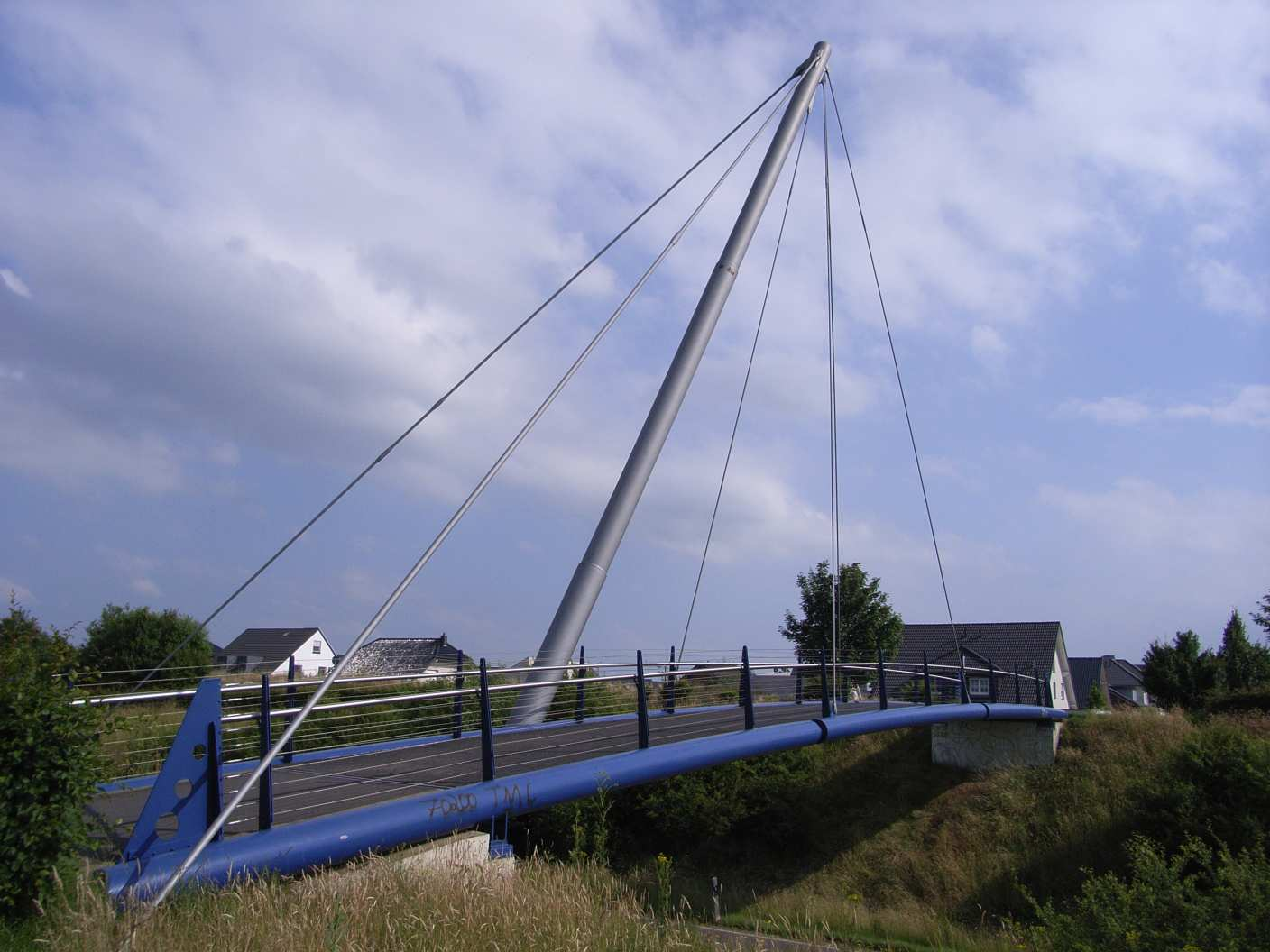
Erkelenz-Nord und Fußgängerbrücke über die Düsseldorfer Straße (Nordtangente) nach Borschemich (neu)

Die Genehmigung des Tagebaus Garzweiler II am 31. März 1995 stellte die Stadt vor neue Herausforderungen, da ein großer Teil des Stadtgebietes abgebaggert werden soll. Unter dem Dach der „Vereinten Initiativen“ sammelte sich der Bürgerprotest der betroffenen Ortsteile. Verschiedene Klagen der Stadt Erkelenz gegen den Tagebau in den Jahren 1997 bis 2001 vor dem Verwaltungsgericht Aachen und im Instanzenzug vor dem Oberverwaltungsgericht Münster wurden ebenso abgewiesen wie eine Verfassungsbeschwerde vor dem Verfassungsgerichtshof Münster. Im Hinblick auf die anstehenden Umsiedlungen mussten somit neue Baugebiete erschlossen werden, so erfolgten die ersten Spatenstiche 2005 im Oerather Mühlenfeld und 2007 in „Immerath (neu)“ bei Kückhoven und „Borschemich (neu)“, das nördlich der Nordtangente entsteht. Die Stadtteile Keyenberg (neu), Berverath (neu), Kuckum (neu), Unterwestrich (neu) und Oberwestrich (neu) werden zwischen Borschemich und Rath-Anhoven (Stadt Wegberg) angelegt. Die ersten Häuser sind erbaut (Stand Dezember 2018). Stand Januar 2022 war Lützerath besetzt, die Räumung erfolgte im Januar 2023.

### Eingemeindungen
In ihrer heutigen Form ist die Stadt Erkelenz aufgrund des Neugliederungsgesetzes Aachen vom 21. Dezember 1971 (Aachen-Gesetz) entstanden. Nach diesem Gesetz wurden unter anderem der bisherige Kreis Erkelenz und der Selfkantkreis Geilenkirchen-Heinsberg am 1. Januar 1972 zusammengelegt. Erkelenz verlor seinen Kreissitz an Heinsberg und wurde mit den Gemeinden Borschemich, Gerderath, Golkrath, Granterath, Hetzerath, Holzweiler, Immerath, Keyenberg, Kückhoven, Lövenich, Schwanenberg und Venrath sowie den Orten Geneiken und Kuckum zusammengeschlossen. Die Stadtfläche vergrößerte sich von 25,22 auf 117,35 Quadratkilometer.

### Bevölkerungsentwicklung
Bei einer Schatzung im Jahre 1510 waren in Stadt und Kirchspiel Erkelenz 496 Hausgenossen gezählt worden und bis um 1800 stieg die Bevölkerungszahl der ländlichen Stadtgemeinde nicht wesentlich über 3000 Einwohner an. Mit Beginn der Industrialisierung Anfang und dem Eisenbahnbau Mitte des 19. Jahrhunderts nahm die Einwohnerzahl allmählich zu. Einen deutlichen Schub gab es um die Wende zum 20. Jahrhundert, als sich die Internationale Bohrgesellschaft in Erkelenz niederließ. Kriegsbedingt stagnierte die Einwohnerzahl um 1945 und war auch rückläufig. Bei Kriegsende 1945 gab es in der weitgehend evakuierten Kernstadt nur etwa 150 Einwohner. In den 1950er und 1960er Jahren stieg die Bevölkerungszahl insbesondere durch den Zuzug von Vertriebenen aus den deutschen Ostgebieten stark an. Die Wohngebiete Flachsfeld und Marienviertel entstanden. In der nach der kommunalen Neugliederung 1972 vergrößerten Stadt gab es in den 1990er Jahren einen weiteren Anstieg der Bevölkerungszahl aufgrund des Zuzugs von Spätaussiedlern aus osteuropäischen Staaten.
| Jahr | Einwohner |
| ---- | --------- |
| 1812 | 3.370     |
| 1855 | 4.162     |
| 1861 | 4.148     |
| 1895 | 4.168     |
| 1900 | 4.612     |
| 1908 | 5.816     |
| 1925 | 6.605     |
| 1935 | 7.162     |
| 1946 | 6.348     |
| 1950 | 7.475     |

| Jahr | Einwohner |
| ---- | --------- |
| 1955 | 9.274     |
| 1960 | 11.876    |
| 1965 | 12.765    |
| 1970 | 12.807    |
| 1972 | 34.174    |
| 1975 | 35.145    |
| 1980 | 38.175    |
| 1985 | 38.885    |
| 1990 | 39.957    |
| 1995 | 42.407    |

| Jahr | Einwohner |
| ---- | --------- |
| 2000 | 43.194    |
| 2005 | 44.625    |
| 2006 | 44.759    |
| 2007 | 44.781    |
| 2008 | 44.606    |
| 2009 | 44.583    |
| 2010 | 44.457    |
| 2016 | 43.388    |
| 2017 | 43.392    |
| 2022 | 44.215    |

Einwohnerentwicklung von Erkelenz von 1821 bis 2016

Im Berichtsjahr 2016 betrug der Anteil des weiblichen Geschlechts 51 Prozent an der Gesamtbevölkerung (43.388). Nichtdeutsche waren 6,5 Prozent. In die Altersgruppe von 0 bis 18 Jahre fielen 16,5 Prozent, in die Altersgruppe von 18 bis 65 Jahre 62,4 Prozent und in die Altersgruppe von 65 Jahre und darüber 21 Prozent. Während die Bevölkerung im Berichtszeitraum 1972 bis 2007 ausschließlich durch Zuzug beständig um insgesamt 10.607 Einwohner angewachsen war, sank sie seitdem bis einschließlich 2010 um 0,7 Prozent ab. Im Berichtsjahr 2016 betrug der Anteil der Geborenen 0,9 Prozent und der Gestorbenen 1,2 Prozent, der Zugezogenen 6,4 Prozent und der Fortgezogenen 6,1 Prozent, so dass sich für das Berichtsjahr insgesamt ein Wachstum von + 0,08 Prozent ergibt. Die meisten Zugezogenen kamen aus Hückelhoven und Mönchengladbach (jeweils 11 Prozent) und die meisten Fortgezogenen gingen auch nach Hückelhoven (11 Prozent) und Mönchengladbach (jeweils 18 Prozent).

### Religion
Die Stadt Erkelenz ist (mit Ausnahme der evangelischen Gemeinde Schwanenberg) überwiegend römisch-katholisch. Die katholische Pfarre ist nach St. Lambertus benannt. Im Laufe der Jahrhunderte wechselte die Bistumszuordnung mehrmals. Bis 1559 gehörte Erkelenz zum Bistum Lüttich, bis 1801 zum Bistum Roermond, von 1801 bis 1821 zum Bistum Aachen, von 1821 bis 1930 zum Erzbistum Köln und seither zum neuen Bistum Aachen. 1651 zur Zeit der Gegenreformation errichteten Franziskaner in der Stadt ein Kloster. Die zugehörige Kirche war dem Hl. Antonius von Padua geweiht, im Volksmund Paterskirche genannt. Beide wurden im Zweiten Weltkrieg völlig zerstört. Heute erinnern nur noch der Franziskanerplatz und die Patersgasse an Kloster und Kirche.
Die jahrhundertelange Herrschaft der spanischen Habsburger verhinderte das Aufkommen einer evangelischen Gemeinde. Erst als die Stadt zu Preußen gelangte, veränderte sich langsam die konfessionelle Zusammensetzung der Einwohner. Bis 1900 gehörten die evangelischen Einwohner der Gemeinde Schwanenberg an, die jahrhundertelang eine evangelische Enklave im Erkelenzer Land bildete. In jenem Jahr verbanden sich die Erkelenzer Evangelischen mit der evangelischen Gemeinde von Lövenich, wo seit der Reformationszeit eine kleine evangelische Minderheit lebte. 1902/03 wurde schließlich in Erkelenz eine evangelische Kirche erbaut. Seit 1959 ist die Erkelenzer von der Lövenicher Gemeinde getrennt und bildet eine eigenständige Kirchengemeinde.
Im Mittelalter existierte auch eine kleine jüdische Gemeinde, die aber unterging. Erst ab 1852 ließen sich wieder Juden nieder, die seit 1865 in der Burgstraße einen Betraum besaßen und 1869 an der Westpromenade ein Wohngebäude kauften, um darin eine Synagoge einzurichten. 1865 war an der heutigen Neusser Straße auch ein jüdischer Friedhof angelegt worden, der noch besteht. 1925 lebten 57 Juden in der Stadt. Nach dem Holocaust kehrten einige wenige Überlebende nach Erkelenz zurück. 23 Stolpersteine erinnern in der Innenstadt an das Schicksal der in der Zeit des Nationalsozialismus deportierten jüdischen Bewohner.
Neben katholischer und evangelischer Gemeinde besteht heute auch eine Gemeinde Gottes.

### Konfessionsstatistik
Bei der statistischen Erhebung 1987 waren 72 % der Bevölkerung katholischen, 22 % evangelischen, 1,5 % islamischen und 1,2 % anderen Glaubens. 3,3 % machten keine Angaben. Laut Zensus 2022 war 48,2 % der Erkelenzer katholisch – damit ist die 50-Prozent-Marke auch im Zensus unterschritten worden. 18,2 % waren evangelisch. 33,6 % der Erkelenzer gehörten keiner oder einer anderen Glaubensgemeinschaft an.
Laut kirchliche Statistik des Bistums Aachen waren Dezember 2023 47,7 % der Gesamtbevölkerung katholisch und Ende 2024 waren dies 45,8 %.

## Politik

### Kommunalwahl

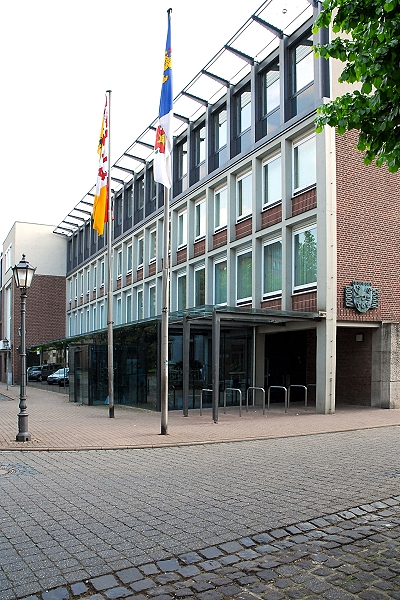
Das (neue) Rathaus am Johannismarkt

Die Ratswahl am 13. September 2020 brachte folgendes Ergebnis:
| Ratswahl Erkelenz 2020Wahlbeteiligung: 57,1 % 50403020100 42,0 %27,1 %11,0 %6,4 %5,8 %5,7 %1,6 %0,5 %n. k. % CDUGrüneSPDFDPBüPeFW-UWGLinkeFdShNPDGewinne und Verlusteim Vergleich zu 2014 %p 8 6 4 2 0 −2 −4 −6 −8−10−1,6 %p+7,8 %p−8,4 %p± 0,0 %p+0,6 %p+1,0 %p+1,6 %p+0,5 %p−1,7 %pCDUGrüneSPDFDPBüPFW-UWGLinkeFdSNPDAnmerkungen:e Bürgerparteih Für-den-Schulring | Sitzverteilung im Rat von Erkelenz seit 2020Insgesamt 50 Sitze - Linke: 1 - SPD: 5 - Grüne: 14 - BüP: 3 - FW-UWG: 3 - CDU: 21 - FDP: 3 |

Bei der gleichzeitigen Bürgermeisterwahl wurde Stephan Muckel von der CDU mit 53,00 Prozent der Stimmen zum Bürgermeister gewählt. Die Stimmverteilung sah folgendermaßen aus:
| Partei     | CDU    | SPD      | Grüne     | Wählergr. |
| ---------- | ------ | -------- | --------- | --------- |
| Kandidat   | Muckel | Gläsmann | Dederichs | Engels    |
| Stimmen    | 10.887 | 2.584    | 5.194     | 1.876     |
| in Prozent | 53,00  | 12,60    | 25,30     | 9,1       |

### Bürgermeister seit 1814
- 1814–1815 Heinrich Terstappen
- 1815–1822 R. Erdmann
- 1822–1827 Anton Jansenius
- 1827–1851 Carl Hofstadt
- 1851–1860 Theodor Büschgens
- 1860–1861 H. Spieß
- 1861–1900 Franz Reinkens
- 1900–1916 Bernhard Hahn
- 1916–1932 Johannes Spitzlei
- 1932–1934 Ernst de Werth
- 1934 Heinrich Feemers, komm.
- 1934–1944 Gustav Meyer
- 1945 Hermann Künkels (ernannt)
- 1945 Peter Classen (ernannt)
- 1945–1946 Josef Stehr (ernannt)
- 1946 Heinrich Sieben (ernannt)
- 1946–1948 Wilhelm Schmitter (CDU)
- 1948–1949 Jakob Storms (CDU)
- 1949–1952 Heinrich Sieben (CDU)
- 1952–1969 Hermann Jansen (CDU)
- 1969–1994 Willy Stein (CDU)
- 1994–1999 Theo Clemens (CDU)
- 1999–2004 Erwin Mathissen (SPD)
- 2004–2020 Peter Jansen (CDU)
- seit 2020 Stephan Muckel (CDU)

### Wappen
| Wappen von Erkelenz | Blasonierung: „Geteilt von Blau und Silber, oben ein schreitender, doppelschwänziger, rotbezungter und -bewehrter goldener Löwe, unten eine rote Mispelblüte mit fünfzackigem goldenem, grünbetupften Butzen und grünen Kelchblättern.“ |
| Wappen von Erkelenz | Wappenbegründung: Das Wappen zeigt die Verbindung der Stadt zu den Grafen und späteren Herzögen von Geldern, handelt es sich doch um den geldrischen Löwen und die sogenannte geldrische Rose (Variation der heraldischen Rose). Im Wappenschild haben Farben und Flagge der Stadt ihren Ursprung. Die Farben sind blau und weiß (silbern), die Flagge ist mit den schildlosen Wappenfiguren belegt. |

### Städtepartnerschaften
Die Partnerstadt Saint-James (Frankreich) liegt an der Grenze zwischen der Normandie und der Bretagne, in der Nähe des Mont Saint-Michel. Die Partnerschaft wurde am 12. Oktober 1974 beschlossen. Weiterhin bestehen Städtefreundschaften mit Bad Windsheim (Bayern) und Thum (Erzgebirge).

### Jugendbeteiligung
Die Jugendbeteiligung Erkelenz ist seit August 2013 ein offizieller Arbeitskreis am Runden Tisch der Stadt Erkelenz. Er vertritt die Interessen der Kinder und Jugendlichen sowie die Interessen junger Erwachsenen unter 29 Jahren. Dabei wird darauf geachtet, dass außer dem Sprecherteam keine Kinder und Jugendliche direkt mit der Politik in Verbindung kommen. Die Jugendbeteiligung Erkelenz ist somit überparteilich.

## Kultur und Sehenswürdigkeiten

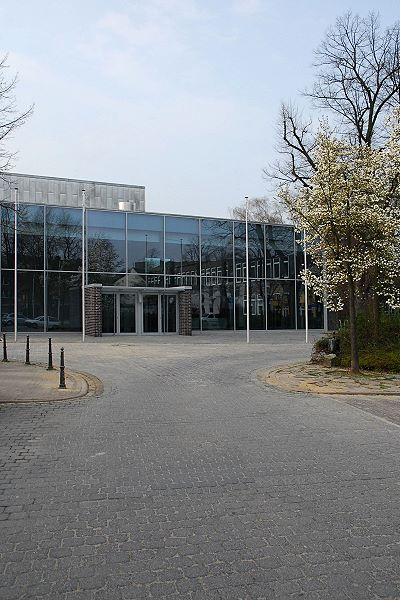
Stadthalle

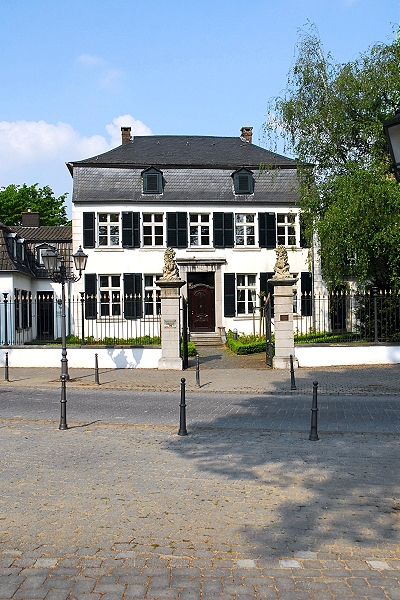
Haus Spiess

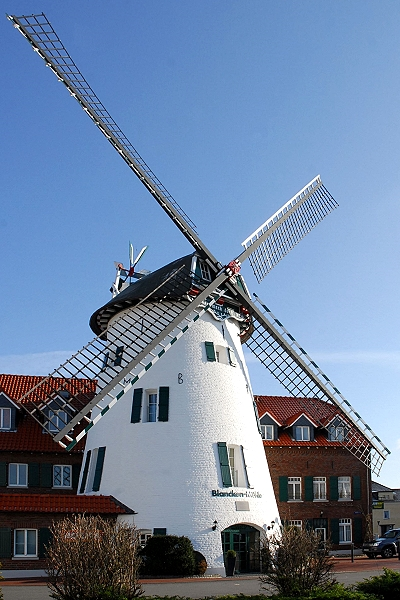
Blancken-Mühle

### Kunst- und Kulturleben, Kino, Museum
Das Alte Rathaus, die Stadthalle, die Leonhardkapelle, Haus Spiess und die Burg sind zentrale Orte für zahlreiche Kunst- und Kulturveranstaltungen. Es finden regelmäßige Theatergastspiele, Kindertheater, Kleinkunst, Kabarett, Comedy, Kunstausstellungen berufsbildender Künstler, Musikveranstaltungen und Dichterlesungen statt. Hauptträger der kommunalen Kulturarbeit ist die Kultur GmbH als Tochtergesellschaft der Stadt Erkelenz.
Die Stadthalle Erkelenz ist nach umfangreichen Um- und Ausbauarbeiten seit dem 3. Januar 2009 – betrieben durch die Kultur GmbH Erkelenz – zentrale Veranstaltungstelle für kulturelle Projekte und Veranstaltungen mit durchschnittlich 40.000 Besuchern pro Jahr.
Der Gloria Filmpalast hat in drei Sälen mit unterschiedlichen Programmen für mehr als 500 Zuschauer Platz.
In Lövenich zeigt das Rheinische Feuerwehrmuseum mehr als 800 Exponate auf einer Ausstellungsfläche von 1500 Quadratmetern.

### Bauwerke in der Innenstadt

#### St. Lambertus
Die heutige katholische Pfarrkirche von St. Lambertus hatte drei Vorgängerbauten, deren erster ein fränkischer Saalbau war und Anfang des 11. Jahrhunderts zu einem romanischen Längsbau erweitert wurde, der seinerseits einem im Jahre 1418 konsekrierten und im Zweiten Weltkrieg zerstörten gotischen Kirchenschiff wich. Der 83 Meter hohe Kirchturm ist im Jahre 1458 im Stil flandrischer oder brabanter Türme erbaut worden.

#### Burg und Stadtmauer
Die seit der Eroberung der Stadt im Jahre 1674 zur Ruine verfallene Burg wurde Mitte der 1950er Jahre restauriert. Sie besaß auch stadtseitig kleinere Türme und eine Zugbrücke über einen Graben. Nicht weit entfernt an der Wallstraße stehen noch größere Reste der ehemaligen Stadtmauer.

#### Altes Rathaus
Das Alte Rathaus auf dem Markt stammt aus dem Jahre 1546, dessen Vorgängerbau durch den Stadtbrand von 1540 zerstört wurde. Der auf weißgetünchten Pfeilern ruhende Ziegelbau mit spätgotischen Elementen wurde nach starken Kriegszerstörungen bis 1956 wieder aufgebaut. An der Südseite befindet sich ein freistehendes Glockenspiel mit 24 Bronzeglocken.

#### Leonhardskapelle
Die Leonhardskapelle ist eine ehemalige, urkundlich erstmals 1540 genannte Kirche (Gasthauskirche), die zum bereits 1452 vorhandenen städtischen Armen- und Krankenhaus (Gasthaus) gehörte. Das Gasthaus besaß außer dem Prinzipalhaus, das die Wohnungen für den Gasthausbewahrer und die Gasthausfrau sowie Krankenstuben und einen größeren Krankensaal (Beyert) umfasste, einen rechteckigen Innenhof mit eingeschossigen Einzelwohnungen für die Armen, aber auch für Durchreisende. Für den Eigenbedarf waren ein Garten nebst Brunnen und eine kleine Brauerei vorhanden. Der Innenhof mit Brunnen ist heute noch in seinen Grundzügen vorhanden. Die Kirche wurde nach der Beschlagnahme durch die Franzosen 1827 zur Volksschule umgebaut und dient nach Wiederherstellung in den Jahren 1989/1990 heute kulturellen Zwecken.

#### Haus Spiess
Das dreiflügelige Haus Spiess wurde in dem nach dem Aachener Architekten und Baumeister Johann Joseph Couven benannten Couvenstil mit klassizistischen und spätbarocken Elementen 1806 am Franziskanerplatz erbaut. Es trägt den Namen seines Bauherren, Johann Joseph Spiess, eines Elsässers, der Offizier der Leibwache des französischen Königs Ludwig XVI. gewesen und während der französischen Besatzungszeit (1797–1814) unter Napoleon Domänenverwalter und Rentmeister in Erkelenz war. Seit 1978 befindet sich das Gebäude im Besitz der Stadt, die auf einem dahinterliegenden, inzwischen anderweitig bebauten Grundstück wieder einen Garten nach französischem Vorbild in symmetrischen Formen anlegen ließ und das Anwesen für repräsentative Empfänge, Trauungen und Ausstellungen nutzt.

#### Blancken-Mühle
Die Blancken-Mühle wurde 1799 als letzte der Erkelenzer Windmühlen, daher auch Neumühle genannt, vom Ehepaar Peter und Mechtilde Blancken errichtet. Ende des 19. Jahrhunderts stellte sie den Betrieb ein. Letzter Eigentümer und Müller war Heinrich Pasch, weswegen die Mühle auch Pasch-Mühle geheißen hat. Die Blancken-Mühle und die Immerather Mühle sind die einzigen von 14 Windmühlen, die um das Jahr 1900 im Erkelenzer Land noch genutzt wurden. 1991 wurde die inzwischen verfallene Mühle von privater Seite äußerlich originalgetreu wiederhergestellt und mit einer neuen Turmhaube und Flügeln versehen. Der Turm trägt neben der steinernen Jahresangabe „1799“ als eiserne Maueranker die Initialen der Erbauer „MB – PB“, die Haube die Inschrift „Bloes mech doch jet“. Im Inneren befindet sich ein Gastronomiebetrieb.

#### Weitere Bauwerke
Die Straße Im Pangel an der Burg und die Patersgasse am Franziskanerplatz mit ihren alten Häusern. Der 39 Meter hohe Wasserturm an der Neusser Straße wurde 1903 errichtet. Der nach oben verjüngte und wieder auskragende Turmschaft wird durch Gesimse gegliedert und trug einen stählernen Intze-Behälter, der 200 Kubikmeter Wasser fasste. Im Jahr 2004 wurde der Turm außer Betrieb genommen und 2011 von einem Privatmann zu seinem Wohnturm umgebaut. Die Karlskapelle in Oestrich, erbaut 1844, war damals das einzige Gotteshaus in der Erzdiözese Köln, das Karl dem Großen geweiht ist.
Der Bohrgerätehersteller MHWirth hat auf seinem Firmengelände einen 51 Meter hohen Bohrturm zur Erprobung von Bohrgeräten für Offshore-Plattformen.

### Bauwerke in den Ortsteilen
Haus Hohenbusch bei Hetzerath ist ein ehemaliges Kloster der Kreuzherren. Die evangelische Hofkirche befindet sich in Lövenich. Haus Keyenberg ist ein ehemaliger Rittersitz, dessen Existenz durch den Tagebau bedroht ist.

#### Bauwerke, zerstört durch den TagebauGarzweiler II
Zahlreiche Bauwerke wurden, obwohl sie unter Denkmalschutz standen, abgerissen, u. a.:
- Die ehemaligen Rittersitze Haus Paland in Borschemich im Jahr 2015 und Haus Pesch in Pesch im Jahr 2010.
- Die Immerather Turmwindmühle war seit 2004 dem Verfall preisgegeben und wurde am 18. Oktober 2018 ohne Vorankündigung von RWE niedergerissen.[90]
- Der Immerather Dom, dessen Abriss weltweite, mediale Aufmerksamkeit erregte.

### Brunnen und Kunst im Straßenbild
Sechs Brunnen sind in Erkelenz zu finden. Ein historischer Brunnen an der Leonhardkapelle wurde, wie die Inschrift auf einem in ihm gefundenen Brunnenstein angibt, am 7. Mai 1637 von Joes Berck aus der Zunft der Brunnenbauer fertiggestellt. Der Franziskusbrunnen auf dem Franziskanerplatz erinnert an das ehemalige Franziskanerkloster und wurde von dem Erkelenzer Bildhauer Michael Franke entworfen. Der Stadtbrunnen auf dem Markt mit den Motiven Löwe und Mispelblüte (geldrische Rose) aus dem Wappen der Stadt wurde von dem einheimischen Bildhauer Peter Haak anlässlich der 650-Jahr-Feier der Stadtrechte (1976) geschaffen. Haak schuf auch einen Reliefbrunnen vor dem Amtsgericht am Konrad-Adenauer-Platz. Die Pumpe auf dem Reifferscheidts Plätzchen, gefertigt aus Edelstahl und Bronze von dem Künstler Albert Sous, erinnert an den ehemaligen Standort einer der zahlreichen Zieh- und Pumpbrunnen in der Stadt. Den Spielbrunnen an der Nordpromenade gestaltete Bonifatius Stirnberg mit beweglichen Tieren aus Bronze und lädt zum Spielen ein.
Die einheimische Bildhauerin Ursula Klügel hat die Figuren tanzende Möhn und die Marktfrau Äppels Bell auf dem Marktplatz entworfen. Vor der Stadtbücherei befinden sich Die Zwei Lesenden von Michael Franke. Die abstrakte Figur Sämann vor der Berufsschule stammt ebenfalls von Peter Haak. Weitere moderne Plastiken und Skulpturen wurden im Ziegelweiherpark und zuletzt in der Kölner Straße aufgestellt.

### Parks
Der Alte Friedhof an der Brückstraße wurde 1825 angelegt und steht inzwischen unter Denkmalschutz. Der Stadtpark an der Theodor-Körner-Straße ist ein ehemaliges Parkgrundstück des Tuchfabrikanten I.B. Oellers. Der Grüngürtel trennt ein Wohngebiet von der Gewerbestraße Süd.
Der Ziegelweiherpark liegt zwischen der Innenstadt und Oestrich. Der Ziegelweiher ist eine ehemalige, heute wassergefüllte Grube, in der Lehm für den Ziegelbrand ausgehoben wurde. Weitere in der Nähe gelegene Gruben wurden in den 1930er Jahren als Müllkippe genutzt und in den 1940er Jahren mit Schutt aus der zerstörten Stadt gefüllt, um schließlich, mit Mutterboden abgedeckt, als Park zu dienen. Der private Lahey-Park befindet sich zwischen den Dörfern Kückhoven und Holzweiler.

### Sport
In den 1910/20er Jahren bestand westlich des Ortskerns eine 400 Meter lange Radrennbahn mit erhöhten Kurven, die auch als Kurs für Motorradrennen genutzt wurde.
Zwischen der Innenstadt und dem Schulzentrum liegen das 2012 neuerbaute Hallen- und Freibad umfassende Erkabad, das Willy-Stein-Stadion, die Erkasporthalle und die Karl-Fischer-Sporthalle. Für die Jugendlichen steht eine Skateanlage zur Verfügung. Flugbegeisterte finden bei Kückhoven das Ultraleichtfluggelände Erkelenz-Kückhoven sowie einen Modellflugplatz. Jeder Stadtbezirk besitzt eine Turn- oder Mehrzweckhalle. Sieben Tennisanlagen und eine private Tennishalle sind vorhanden. Verschiedene Reithallen und Reitplätze stehen zur Auswahl.

### Regelmäßige Veranstaltungen

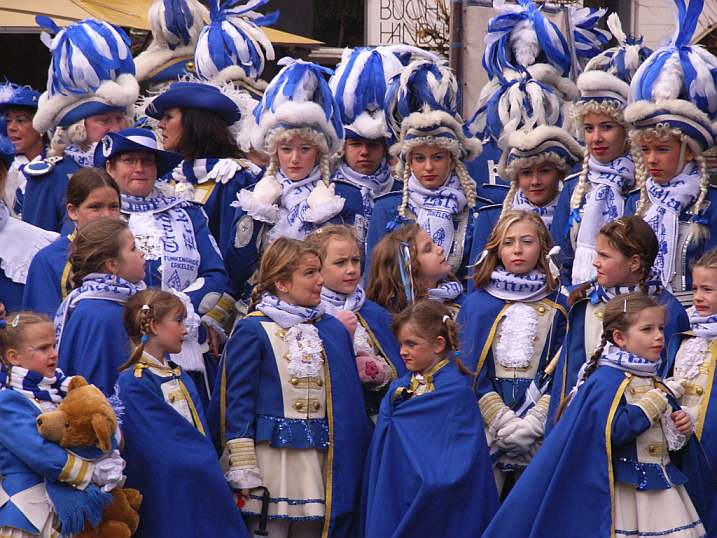
Erkelenzer Karnevalsgarde – Sessionseröffnung am 11. November

Von Nelkensamstag bis Veilchendienstag finden Karnevalsumzüge im Erkelenzer Land statt. In Erkelenz zieht am Rosenmontag der Umzug. Der Lambertusmarkt ist ein Stadtfest in Verbindung mit der Frühkirmes und findet ab Fronleichnam zum zweiten Wochenende nach Pfingsten statt. Die Burgkirmes wird im Herbst am zweiten Wochenende im September veranstaltet. Kirmessen und Schützenfeste werden in den einzelnen Dörfern gefeiert. Die Stoppelfeldfete der katholischen Landjugend ist eine jährliche Party-Veranstaltung für Jugendliche und junge Erwachsene im Stadtgebiet. Seit 2012 findet jährlich im August das Electrisize-Festival für elektronische Tanzmusik statt, 2019 mit fast 25.000 Besuchern eine der größten lokalen Veranstaltungen.

### Vereine

Logo des TV Erkelenz

In der Innenstadt und in den Ortsteilen herrscht ein reges Vereinsleben, daher können hier nicht alle Vereine vorgestellt werden. Der wohl älteste bestehende Verein der Innenstadt ist die Erkelenzer Karnevalsgesellschaft 1832. Sportvereine mit Tradition sind der Turnverein Erkelenz 1860 und der SC 09 Erkelenz. Der erfolgreichste Verein der Stadt kommt aus der kleinen Ortschaft Hoven, der Radsportverein Viktoria Erkelenz-Hoven 1921 ist mehrfacher deutscher Meister in seiner Disziplin. Die Fußballfrauen des STV Lövenich erreichten einmalig das Endspiel des DFB-Pokal 1986/87 (Frauen) das am 20. Juni 1987 mit 2:5 verloren wurde. Aber auch die Musikvereine der Stadt Erkelenz sind zu nennen, wie z. B. der Städtischer Musikverein Erkelenz e. V. gegr. 1829. In den einzelnen Erkelenzer Stadtteilen sind 15 historische Schützenbruderschaften aktiv, die im Bezirksverband Erkelenz e. V. zusammengeschlossen sind. Der Heimatverein der Erkelenzer Lande e. V. hat über 1326 Mitglieder. In zehn Arbeitskreisen widmet er sich unter anderem der Erforschung und Darstellung der Erkelenzer Geschichte, Pflege der Mundart, der Pflege der lokalen historischen Musik (Cornelius-Burgh-Chor) und der Pflege des „Alten Friedhofes Brückstraße“.

### Mundart
Die Erkelenzer Mundart, die noch von der älteren Generation gesprochen wird, aber auch in der jüngeren umgangssprachlich durchdringt, gehört der niederländischen Sprache an, die sich dem Englischen nähert. Wesentliches Merkmal ist, dass sie die hochdeutsche Lautverschiebung im Allgemeinen nicht mitgemacht hat und die stimmlosen Konsonanten t, p und k, die im Hochdeutschen zu s, f und ch verschoben wurden, noch auf dem ursprünglichen germanischen Lautstand stehen (Teke = Zeichen, Dorp = Dorf, rik = reich). Ebenso sind die germanischen langen Vokale i, u und o, die im Hochdeutschen zu ei, au und u geworden sind, noch erhalten (Win = Wein, Hus = Haus, Bok = Buch). Das Erkelenzer Land liegt aber auf der Grenzscheide zwischen den frühen salischen und den ripuarischen Franken, die Ende des 5. Jahrhunderts zum Stamm der Franken verschmolzen sind. Die Sprache der salischen Franken im Nordwesten war stark mit angelsächsischen und friesischen (ingwäonischen) Elementen durchsetzt. Die ripuarischen Franken, die sich im Süden von Köln bis über Düren und Zülpich ausdehnten, haben hingegen die hochdeutsche Lautverschiebung teilweise umgesetzt. Sprachgrenze ist hier die Benrather Linie, die von Benrath kommend nördlich von Grevenbroich und Jüchen und auf Erkelenzer Gebiet, wo sie der alten Landwehr gegen Jülich folgt, zwischen der Stadt und Holzweiler, Katzem und Lövenich verläuft. Sie führt weiter nach Baal, Linnich und Aachen. So spricht man in Erkelenz, wie für die niederfränkische Sprache nördlich dieser Linie definiert, machen = maken aber auch ebenso, wie für die ins Hochdeutsche übergehende Sprache südlich der Uerdinger Linie definiert, ich = ech statt ik. Aufgrund der Jahrhunderte währenden Isolation der Stadt wurde der Erkelenzer Dialekt auch durch politische und kirchliche, das heißt administrative Grenzen geprägt, so dass er sich von benachbarten Dialekten in manchmal wesentlichen Teilen unterscheidet. Ein bezeichnendes Präteritum der schwachen Verben ist ihm zu eigen, das auf ingwäonischen Einfluss hinweist. So heißt es im Erkelenzer Dialekt ech lachet, ech röket statt der niederfränkischen Formen ech lachde (ich lachte), ech rökde (ich rückte). Er ist niederfränkisch auf geldrischem Lautstand – südniederfränkisch – und neigt dazu, kurze Vokale zu dehnen und lange Vokale zweisilbig auszusprechen (Volk = Volek, Milch = Melek). Im „Arbeitskreis Mundart“ des Heimatverein der Erkelenzer Lande e. V. widmen sich zahlreiche Menschen bei Lesungen und mundartlichen Konzerten der Pflege der heimischen Mundart.

### Küche
Die bürgerliche Küche ist rheinländisch. Gehaltvolle Eintöpfe wie Erbsen-, Bohnen- und Linsensuppe sind beliebt. Kartoffelpuffer heißen in Erkelenz Reibekuchen und werden auf einer mit Butter bestrichenen Scheibe Schwarzbrot und dazu Apfelmus oder Rübenkraut gegessen. Zur Fastnacht werden Mutzen und von Nikolaus bis Weihnachten Weckmänner gebacken. Panhas schreibt sich in Erkelenz Pannas, ist im Gegensatz zum westfälischen dunkel und wird mit Zwiebelringen, Kartoffelpüree und Apfelmus gereicht. Der Rheinische Sauerbraten ist oft ein Sonntagsgericht, zu dem es meist Salzkartoffeln und Rotkohl gibt. Deftige Gemüsebeilage zu vielen Gerichten ist Sauerkraut, das man auch zu Eisbein serviert. Muscheln, die schon früh von der Nordsee auf den, wenn auch entfernten Schifffahrtswegen von Rhein und Maas ins Land gekommen waren, werden in den Herbstmonaten angeboten und im Frühjahr in größerem Umfang in Lövenich grüner Spargel und dort sowie in Matzerath Erdbeeren angebaut. Verschiedene Senfsorten gibt es in der Alten Senfmühle Terhorst. Der Erkelenzer Urkorn wird zwar nicht mehr in Erkelenz selbst, aber nach altem Erkelenzer Rezept gebrannt. Regionaltypische Biersorte ist das Alt.

## Wirtschaft und Infrastruktur

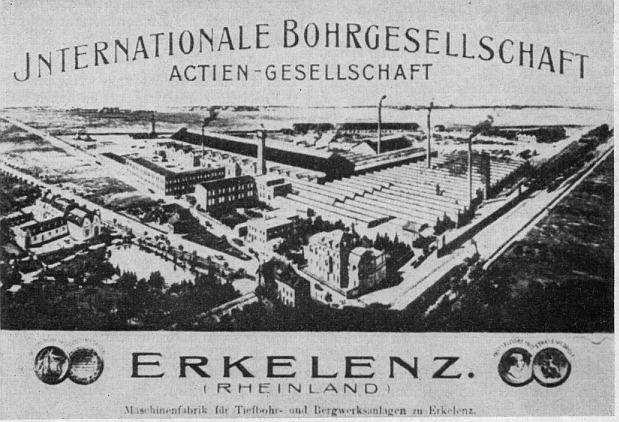
Werbeanzeige der Int. Bohrgesellschaft um 1900

### Industrie und Gewerbe
Heute hat Erkelenz eine breite und vielfältige Branchenstruktur. Im produzierenden Gewerbe und Handwerk zählt die Stadt etwa 300 Betriebe, wobei der Schwerpunkt im produzierenden Gewerbe beim Maschinenbau liegt. Die Internationale Bohrgesellschaft von Anton Raky entwickelte sich zur Wirth Maschinen- und Bohrgerätefabrik, die Großbohrgeräte und Tunnelbohrmaschinen für den Bergbau, die Erdöl- und Erdgasgewinnung und Maschinen für den Gründungsbau herstellt und mit über 480 Mitarbeitern zu 90 Prozent exportorientiert weltweit vertreibt. Hauptgesellschafter des Unternehmens ist heute der norwegische Mischkonzern Aker Solutions. 2014 fand eine Umstrukturierung innerhalb des Konzerns statt, die Erkelenzer Fabrik ist nun ein Bestandteil von mhwirth, die zur Akastor Gruppe gehört.
Nachfolgend haben sich weitere Maschinenbau-Produzenten niedergelassen, so nach dem Zweiten Weltkrieg die aus Ratibor stammende Firma Wilhelm Hegenscheidt, ein Hersteller von Radsatzbearbeitungsmaschinen und Fest- und Richtwalzmaschinen für Kurbelwellen von PKW- und LKW-Motoren. Das Unternehmen mit rund 330 Mitarbeitern und weiteren Standorten in den USA (in Troy), Indien, Südafrika und Australien wurde 1995 durch die Vossloh AG mit der Maschinenfabrik Deutschland zur Hegenscheidt-MFD zusammengefasst. Durch Besitzerwechsel wurde es 2000 in die NSH (Niles-Simmons-Hegenscheidt GmbH Machine Tool Group) integriert, die zu den 50 größten Werkzeugmaschinenherstellern der Welt gehört.
1937 wurden die Statz Hosenfabriken gegründet, die seit 2001 zur Unternehmensgruppe Brinkmann in Herford gehören. Die Firma Leeser stellt mit mehr als 150 Mitarbeitern Gummiprofile für technische Anwendungen her, und in den Gewerbegebieten rund um die Stadt finden sich zahlreiche mittelständische Betriebe jedweder Art. So fertigt die Firma Hellwig-Boote weit entfernt von offenen Gewässern Sport- und Kajütboote, 150 Boote verlassen jährlich die Werft.

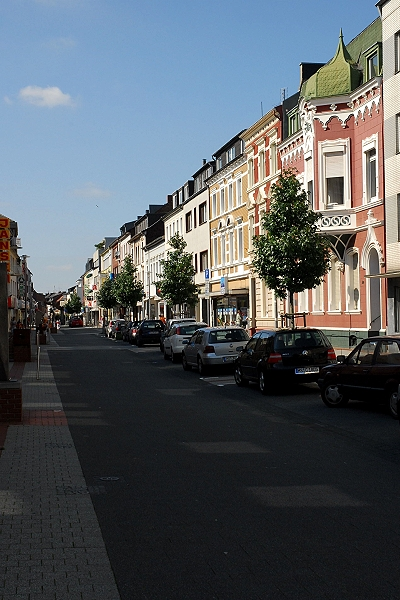
In der Kölner Straße

Etwa 800 Dienstleistungsbetriebe, Geschäfte und Büros runden das Bild ab. Davon nimmt ein buntgemischter Einzelhandel von den großen Supermärkten bis zu den kleinen Fachgeschäften mit 350 Betrieben den größten Anteil ein. Ein Wochenmarkt findet jeden Dienstagmorgen und jeden Freitagmorgen auf dem Markt am Alten Rathaus statt. Es gibt 11 Hotels und sonstige Beherbergungsbetriebe mit 189 Betten. Insgesamt wurden 2009 im Stadtgebiet 10.709 sozialversicherungspflichtige Arbeitnehmer gezählt, was 24 Prozent der Gesamtbevölkerung ausmacht. Davon waren 42 Prozent im Dienstleistungsgewerbe, 31 Prozent im produzierenden Gewerbe und 24 Prozent im Handel, Gastgewerbe und Verkehr tätig. Die Arbeitslosenquote liegt im langjährigen Mittel bei 12 Prozent.

### Landwirtschaft
In der seit alters her auch landwirtschaftlich geprägten Stadt umfasste 1995 die Landwirtschaftsfläche 8873 Hektar, was 75 Prozent des Stadtgebietes ausmacht. Davon waren 91,8 Prozent Ackerland, 5,3 Prozent Dauergrünland und 2,4 Prozent Baumschulen. Die Anbaufläche wurde zu 48,3 Prozent mit Getreide, insbesondere Weizen, und zu 39 Prozent mit Zuckerrüben genutzt. Insgesamt bestehen im Stadtgebiet 225 landwirtschaftliche Betriebe, von denen heute noch 145 Vollerwerbsbetriebe mit 900 Beschäftigten sind.

### Medien

#### Presse
Als erste lokale Zeitung erschien von 1834 bis 1847 (?) das Wochenblatt für den Kreis Erkelenz. Das Erkelenzer Kreisblatt informierte von 1854 bis 1943 über das Zeitgeschehen. Heute gibt es drei Tageszeitungen. Die Rheinische Post besitzt als einzige noch eine Lokalredaktion in Erkelenz und weist einen umfangreichen Lokalteil (Erkelenzer Zeitung) auf. Die Heinsberger Volkszeitung und die Heinsberger Nachrichten erscheinen mit einem gemeinsamen Lokalteil im Zeitungsverlag Aachen. Daneben werden wöchentlich kostenlose Anzeigenblätter verteilt, wie z. B. die Super Sonntag oder die HS-Woche, die ihren Verlagssitz in Erkelenz hat.

#### Fernsehen und Radio
Das WDR-Fernsehen berichtet in der Lokalzeit aus Aachen auch über Erkelenz.
Die Promotec GmbH in Erkelenz betreibt im Internet das lokale TV-Nachrichtenmagazin www.myregio.tv, das alle 14 Tage Über Ereignisse und Veranstaltungen in der Region informiert.
Der Stadtteil Lövenich war bis November 2011 Sitz von HS-TV Regionalfernsehen für den Kreis Heinsberg. Es berichtete in einer 14-täglichen Magazinsendung an über 60 Terminals im gesamten Kreisgebiet ausschließlich über regionale Themen.
Der lokale Radiosender Welle West wurde im Jahr 2007 eingestellt, seitdem senden 100’5 Das Hitradio. aus dem belgischen Eupen, Antenne AC aus der StädteRegion Aachen, Radio Rur aus dem Kreis Düren und Radio 90,1 Mönchengladbach zum Teil lokale Inhalte mit Bezug zum Kreis Heinsberg.

### Öffentliche Einrichtungen

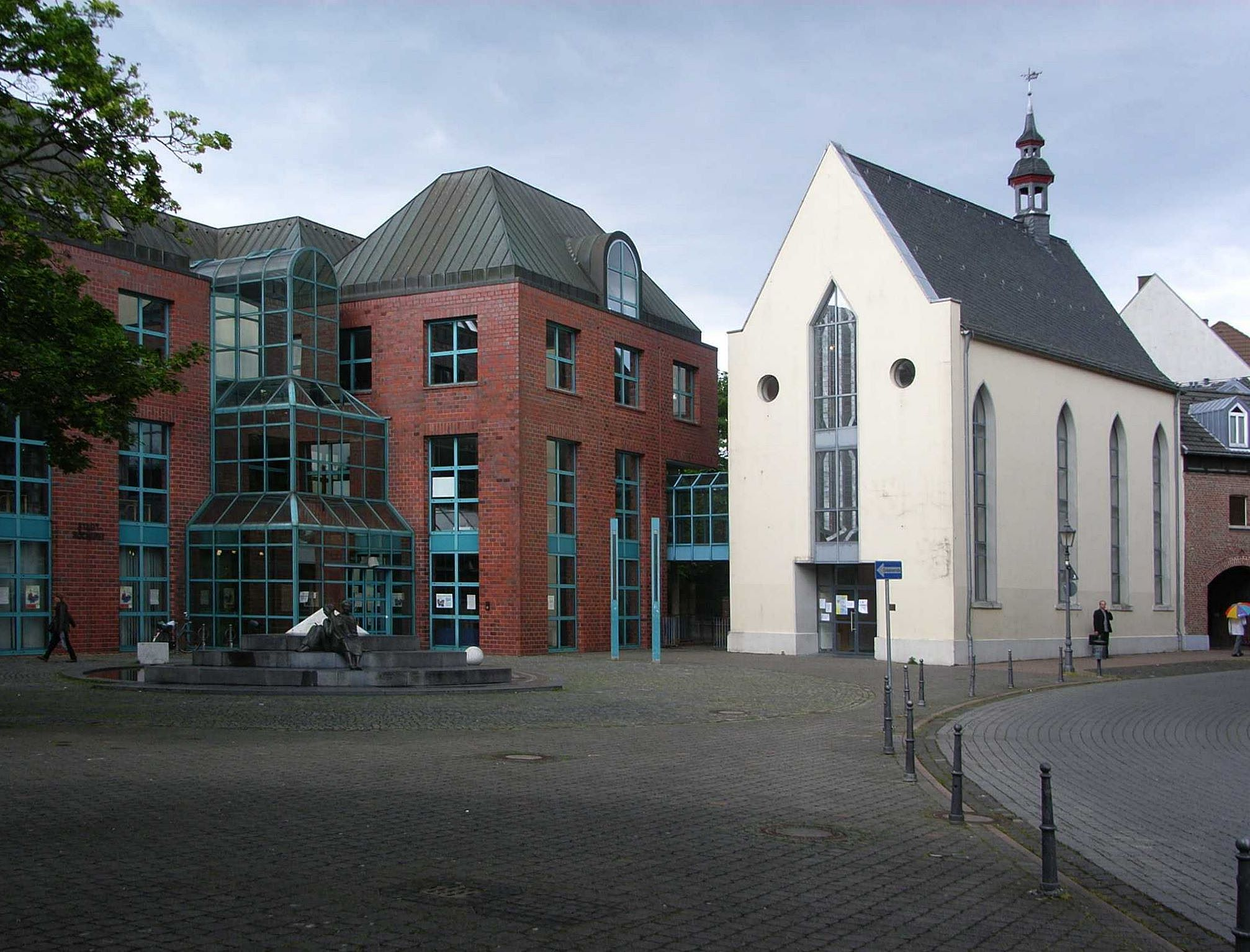
Stadtbücherei und Leonhardskapelle

Die Stadtbücherei Erkelenz liegt unmittelbar neben der Leonhardkapelle. Sie bietet mehr als 45.000 Medien und hat etwa 50.000 Besucher im Jahr.
Das Hermann-Josef-Krankenhaus im Zentrum von Erkelenz ist ein Akutkrankenhaus mit 367 Planbetten. Es ist akademisches Lehrkrankenhaus der RWTH Aachen.
Das Amtsgericht, das Finanzamt sowie die Erkelenzer Vertretung der Bundesagentur für Arbeit (Dienststelle der BA Aachen) sind auch für die Nachbarstädte Hückelhoven und Wegberg zuständig.

### Verkehr

#### Luftverkehr
Das Ultraleichtfluggelände Erkelenz-Kückhoven östlich von Kückhoven an der L 19 wird betrieben von der Ultraleichtflug-Gemeinschaft Erkelenz e. V.

#### Schienenverkehr
Erkelenz besitzt den Bahnhof gleichen Namens an der Bahnstrecke Aachen–Mönchengladbach. Er ist heute nach Ein- und Ausstiegszahlen der wichtigste Halt zwischen Aachen und Mönchengladbach. In Bahnhofsnähe befinden sich Park-and-ride-Plätze und Umstiegsmöglichkeiten zum Schnellbus-, Regionalbus- und Stadtbusverkehr. Bahnhofsvorplatz, Busbahnhof und Bahnsteiganlagen wurden 2007 umfangreich modernisiert. Das alte Bahnhofsgebäude aus den 1950er Jahren wurde 2012 abgerissen, um einem Neubau zu weichen, der neben dem Reisezentrum und einem Kiosk auch ein Hotel, ein Restaurant, Café und mehrere Geschäfte beherbergt. Von 1992 bis 2002 war Erkelenz Interregio-Systemhalt.
Seit 2020 wird der Bahnhof zweimal täglich von ICE-Zügen bedient und ist damit nach 18 Jahren wieder an den Fernverkehr angeschlossen.

#### Busverkehr

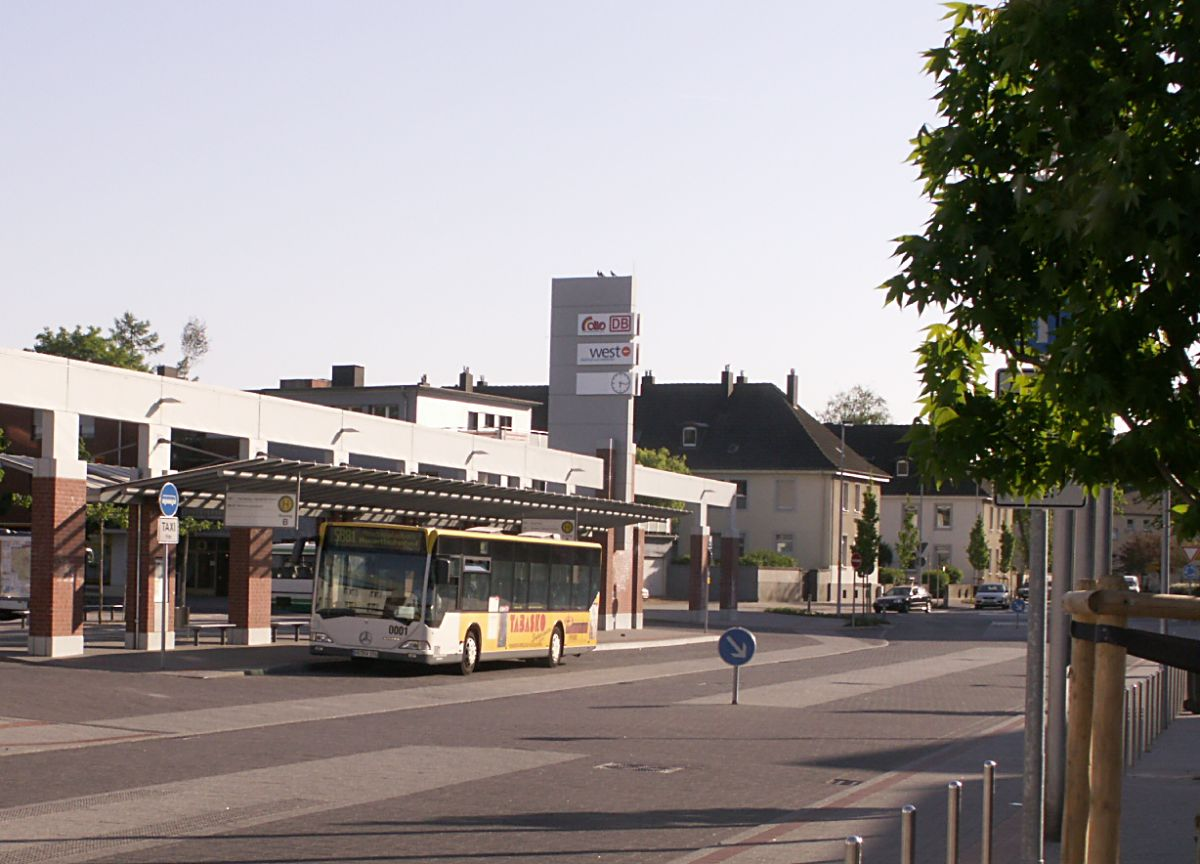
Erkelenz Bahnhof/ZOB

Im Erkelenzer Land entstand schon 1934 die Verkehrsgesellschaft Erkelenz GmbH (kurz auch nur Kraftverkehr genannt), die schon 1938 über elf Omnibusse auf sieben Linien verfügte. 1965 entstand ein eigener Betriebshof in Erkelenz. Die Verkehrsgesellschaft Erkelenz wurde zum 1. Januar 1975 mit der Geilenkirchener Kreisbahn in einem Betrieb unter der Firma Kreiswerke Heinsberg GmbH zusammengefasst. Letztere wurden im Jahr 2003 durch den Zusammenschluss der Kreiswerke Heinsberg (KWH) und der Westdeutschen Licht- und Kraftwerke (WLK) umbenannt in WestEnergie und Verkehr GmbH. Mit Abspaltung der Energie-Sparte 2015 wurde das Unternehmen umbenannt in WestVerkehr GmbH.
In Erkelenz befinden sich insgesamt drei zentrale Omnibusbahnhöfe (ZOB): ZOB Bahnhof, ZOB Krefelder Straße und ZOB Kölner Tor. Der ZOB am Bahnhof dient dabei als wichtigster Busbahnhof; er wird auch von Schnellbussen angefahren, und hier gibt es Umsteigemöglichkeiten zum Regional- und Eilzugverkehr der DB. Die Haltestelle am Kölner Tor dient als innenstadtnaher Verknüpfungspunkt, der ZOB an der Krefelder Straße als wichtige Haltestelle für das Erkelenzer Schulzentrum.
| Linie      | Betreiber  | Verlauf |
| ---------- | ---------- | --- |
| 401        | west       | Erkelenz Bf – Erkelenz ZOB – Scheidt – Granterath – Hetzerath – Doveren – Hückelhoven – Schaufenberg – Ratheim – (Dremmen Bf –) Oberbruch – Grebben – Heinsberg Kreishaus – Heinsberg Busbf |
| 402        | west       | (Erkelenz ZOB → Erkelenz Süd →) / (Erkelenz Bf ← Erkelenz Süd ←) Granterath – Baal Kirche – Baal Bf – Doveren – Hückelhoven – Millich – Ratheim – Dremmen Bf – Oberbruch – Grebben – (Heinsberg Kreishaus –) Heinsberg Busbf                                                                       |
| 405        | west       | Erkelenz Bf – (Erkelenz ZOB –) (Grambusch – Schwanenberg – Gerderhahn –) Gerderath – Myhl – Wassenberg – Birgelen – Schloss Elsum – Effeld – Steinkirchen – Ophoven – Kempen – Karken – Heinsberg Busbf (– Heinsberg Agentur für Arbeit)                                                           |
| 406        | west       | Erkelenz Bf – Matzerath – Houverath – Golkrath – Kleingladbach – (Ratheim – Millich –) Hückelhoven – Hilfarth – Brachelen – (Lindern Kirche → Lindern Bf → Linnich Markt) / (Linnich Schulzentrum –) Linnich-SIG Combibloc                                                                         |
| 412        | west       | Erkelenz Bf – Erkelenz Gymnasium / Erkelenz Burg – Borschemich (neu) – Kuckum (neu) – Keyenberg (neu) – Rath-Anhoven – Mehlbusch – Kipshoven – Moorshoven – Beeck – Beeckerheide – Gerichhausen – Wegberg Bf – Wegberg Busbf                                                                       |
| 418        | west       | Erkelenz Bf (– Erkelenz ZOB) (→ Kehrbusch → Isengraben → Flassenberg) / (← Isengraben ← Kehrbusch) – Grambusch – Schwanenberg – Geneiken – (Wildenrath Gewerbegebiet –) Tüschenbroich – Watern – Wegberg Busbf (– Wegberg Bf – Harbeck – Merbeck – Venn – Tetelrath – Silverbeek – Niederkrüchten) |
| EK1        | west       | (Erkelenz ZOB →) Erkelenz Bf → Wockerath → Terheeg → Venrath → Kuckum → (Berverath →) Unterwestrich → Abzw. Oberwestrich → Keyenberg → Holzweiler → Kückhoven → Immerath (neu) → Bellinghoven → Erkelenz Bf (→ Erkelenz ZOB)                                                                       |
| EK2        | west       | (Erkelenz ZOB –) Erkelenz Bf – Tenholt – Lövenich – (Kleinbouslar →) Katzem |
| EK3        | west       | (Erkelenz ZOB →) Erkelenz Bf → Bellinghoven → Immerath (neu) → Kückhoven → Holzweiler → Kückhoven → Immerath (neu) → Bellinghoven → Erkelenz Bf (→ Erkelenz ZOB) |
| EK4        | west       | ErkaBus: Erkelenz Bf – Erkelenz Stadthalle – Oerath – Oerather Mühlenfeld – (Erkelenz Süd ←) Erkelenz Bf oder (Erkelenz ZOB –) Erkelenz Bf – Oestrich – Neuhaus – Mennekrath – (Erkelenz Gymnasium – Erkelenz Bf) / Erkelenz ZOB                                                                   |
| SB1        | west       | Schnellbus: Erkelenz Bf – Erkelenz Burg / Erkelenz ZOB – Gerderath – Myhl – Wassenberg – Orsbeck – Unterbruch – Heinsberg Busbf – (Schleiden –) Rischden – Geilenkirchen Bf |
| SB8        | west       | Schnellbus: Erkelenz Bf – Erkelenz Burg / Erkelenz ZOB – Holtum – Uevekoven – Wegberg – Harbeck – Berg – Rickelrath – Schwaam – Venheyde – Merbeck – Abzw. Tetelrath – Silverbeek – Niederkrüchten                                                                                                 |
| SB81       | west / NEW | Schnellbus: Erkelenz Bf – Erkelenz ZOB – Rath-Anhoven – Rheindahlen – Rheydt – Mönchengladbach Hbf (AVV-Tarif gilt nur im Kreis Heinsberg) |
| RufBus 282 | Rurtalbus  | Rufbus: Titz – Jackerath – Erkelenz Bf (Mo–Fr tagsüber) |

Neben der Bedeutung für die Beförderung von Schülern ist der Busverkehr auch wichtig als Zubringer zum Bahnhof für die umliegenden Gemeinden und größeren Dörfer. So haben beispielsweise auch Hückelhoven und Ratheim am Wochenende nur über die Linien 401 (Heinsberg – Hückelhoven – Hetzerath – Erkelenz) und 402 (vormals die Linie SB4) (Heinsberg – Hückelhoven – Baal – Erkelenz) Anschluss an das Netz der Bahn.
Zudem verkehrt der Multi-Bus seit dem 9. Juni 2024 kreisweit erweitert und zu einheitlichen Bedienzeiten. Mehr Informationen gibt es bei WestVerkehr.

#### Straßenverkehr
Die Bundesstraße 57 führt an der Stadt vorbei, die Bundesautobahn 46 Heinsberg – Neuss berührt direkt Erkelenz, hier befinden sich die beiden Anschlussstellen Erkelenz-Ost (Terheeg) und Erkelenz-Süd (Granterath). Im Osten des Stadtgebietes tangierten vor der Abbaggerung die Bundesautobahn 61 Venlo – Koblenz sowie die Bundesautobahn 44 Aachen – Mönchengladbach auf einer kurzen Strecke das Stadtgebiet. Die gemeinsame Anschlussstelle für die beiden letzten Autobahnen befindet sich in Jackerath am gleichnamigen Autobahndreieck.
In der Innenstadt gibt es außer den üblichen Parkplätzen einen citynahen Großraumparkplatz (Dr.-Josef-Hahn-Platz) und vier Parkhäuser (Bahnhof, Stadtpassage, Ostpromenade, Aachener Straße), deren Belegung durch ein modernes elektronisches Parkleitsystem gesteuert wird.

#### Fahrrad
Erkelenz ist an das Radwegenetz von Nordrhein-Westfalen angeschlossen. Die Stadt ist im Radwegenetz des Kreises Heinsberg mit besonderen Wegemarkierungen, sogenannten Knotenpunkten, eingebunden. Am 22. November 2011 wurde die Stadt als 65. Mitglied der „Arbeitsgemeinschaft fahrradfreundliche Städte, Gemeinden und Kreise in Nordrhein-Westfalen e. V.“ gewählt und darf damit offiziell den Titel „Fahrradfreundliche Stadt in NRW“ tragen.
Der Heimatverein der Erkelenzer Lande hat zu seinen Rad-Thementouren „Route gegen das Vergessen“, „Mispelbaumtour“, „Erntedanktour“ und „Arnold von Harf Weg“ Flyer erstellt.

### Bildung
Etwa 5527 Schüler besuchten 2016 die Erkelenzer Schulen. Der Charakter einer Schulstadt wird am großen Schulzentrum am Schulring deutlich, wo sich fast alle weiterführenden Schulen, darunter zwei Gymnasien, eine Realschule, eine Hauptschule und ein Berufskolleg, befinden. In der 7. Jahrgangsstufe besuchten 21 Prozent die Hauptschule, 29 Prozent die Realschule und 50 Prozent das Gymnasium. Ohne Schulabschluss blieben 4,6 Prozent.

#### Städtische Schulen

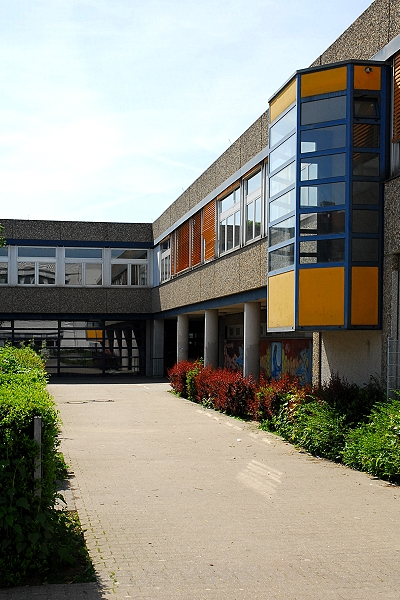
Am Cusanus-Gymnasium

Die 1830 als Nachfolgerin einer alten Lateinschule gegründete „Höhere Bürgerschule für Knaben“ war 1856 „Königliches Progymnasium“ und 1923 Vollgymnasium geworden. Seit 1905 hatte es auch die „Höhere Mädchenschule St. Canisius“ gegeben, eine Mittelschule die von den Schulschwestern der „Armen Dienstmägde Jesu Christi“ geführt wurde. Nachdem Gymnasium und Mädchenschule in den letzten Tagen des Zweiten Weltkrieges vollständig zerstört worden waren, wurden Jungen und Mädchen in einem neugebauten Gymnasium gemeinsam unterrichtet. Das ursprünglich humanistische und zuletzt neusprachliche Gymnasium teilte sich 1965 in ein Jungengymnasium und ein Mädchengymnasium. Das heute am Schulring beheimatete ehemalige Jungengymnasium wurde 1968 in eine koedukative Schule umgeformt und 1980 nach dem Universalgelehrten Cusanus benannt. 2012 zählt es etwa 1900 Schüler. Das Cusanus-Gymnasium Erkelenz (CGE) gehört damit zu den größten Gymnasien Nordrhein-Westfalens. In unmittelbarer Nachbarschaft befindet sich das ehemalige Mädchengymnasium, das nach dem Erkelenzer Barockmusiker und -komponisten Cornelius Burgh benannt ist und 1985 koedukative Schule wurde. Das vierzügige Cornelius-Burgh-Gymnasium (CBG) bietet einen zweisprachigen Zweig (Deutsch – Englisch) an und wird 2012 von etwa 1020 Schülern besucht. Wiederum in unmittelbarer Nachbarschaft am Schulring befindet sich auch die städtische Realschule, die seit 1966 besteht und ebenfalls einen bilingualen Zweig (deutsch – französisch) anbietet. Die Realschule sowie das Cusanus-Gymnasium tragen, auf Grund ihres bilingualen Unterrichts- und erweitertem Fremdsprachenangebotes und zahlreicher internationaler Partnerschaften und Projekte, den Titel Europaschule, die Realschule hat diesen mittlerweile als Namen adaptiert und heißt seit Ende 2008 Europaschule Erkelenz.
Die Stadt Erkelenz unterhielt bis zum Jahr 2011 zwei Gemeinschaftshauptschulen (GHS), eine in der Innenstadt und eine in Gerderath. Aufgrund der sinkenden Schülerzahlen wurde die GHS Gerderath mit dem Ende des Schuljahres 2010/2011 geschlossen und mit der „GHS Erkelenz im Ganztag“ zusammengelegt.
Von den zehn Erkelenzer Grundschulen befinden sich drei in der Kernstadt: Neben der katholischen Franziskus-Schule bestehen die Gemeinschaftsgrundschulen Luise-Hensel-Schule und Astrid-Lindgren-Schule. Die einzige evangelische Grundschule befindet sich im Ortsteil Schwanenberg.
Die Pestalozzischule, eine Förderschule mit Förderschwerpunkt Lernen wurde mit der Hauptschule zusammengelegt. Erkelenz verfügt über keine eigene Förderschule.

#### Kreisschulen
In Trägerschaft des Kreises Heinsberg befindet sich das Berufskolleg an der Westpromenade. 2563 Schüler (Jahr 2007) lernen hier in fast 100 Klassen. Das Kolleg bündelt alle wesentlichen Berufsrichtungen und Schulformen. Die Berufskollegräume werden auch von der Anton-Heinen-Volkshochschule des Kreises genutzt. Die Kreismusikschule Heinsberg nutzt bis zur Einweihung des eigenen Gebäudes die Räumlichkeiten am Schulring 40.

#### Sonstige Schulen
An sonstigen Schulen sind das Fachseminar für Altenpflege der Arbeiterwohlfahrt (AWO) in Immerath zu nennen.

## Telefonvorwahlen
In Erkelenz gilt die Vorwahl 02431. Abweichend hiervon muss man bei Telefonaten in etliche Ortsteile andere Nummern vorwählen: 02164 für Borschemich, Holzweiler, Keyenberg, Kuckum und Lützerath, 02432 für Gerderath, 02433 für Hetzerath sowie 02435 für Lövenich und Katzem.

## Persönlichkeiten

### Söhne und Töchter
Dieser Abschnitt nennt einige bekannte Personen, die in Erkelenz geboren und aufgewachsen sind, die hier gewirkt haben oder deren Name eng mit der Stadt verbunden ist:
- Arnold von Harff (* 1471 auf Schloss Harff, Bedburg; † Januar 1505). Der Ritter und Pilger lebte ab 1499 auf einer nicht mehr erhaltenen Burg hinter dem heutigen Gut Nierhoven bei Lövenich.
- August Montforts (* 18. September 1850 in Gerderath; † 7. Juli 1926 Mönchengladbach); Ingenieur, Erfinder und Fabrikbesitzer
- Peter Wimars (* in Erkelenz; † 16. Februar 1494 in Kues an der Mosel), Sekretär des Kardinals Nikolaus von Kues (Cusanus)
- Mathias Baux (* in Mennekrath; † 1569 (?)) war Bürgermeister (1562/63) und Stadtschreiber in Erkelenz (1544–1558). Er verfasste die Chronik der Stadt Erkelenz (letzter Eintrag 1569) sowie das Erkelenzer Rechtsbuch und war Dichter des Geldernliedes (1499).
- Theodoor van Loon (* 1581/1582 in Erkelenz[98]; † 1649 in Maastricht) war ein flämischer Maler des Barocks
- Cornelius Burgh (* um 1590 in Köln; † um 1637/38 in Erkelenz), Komponist aus der Frühen Neuzeit
- Johann Bernhard von Francken (1668–1746), kurpfälzischer Gesandter und Minister, hatte von 1727 bis 1754 die „Herrlichkeit Erkelenz“ als Pfand inne.
- Sybille Ohoven (* 21. April 1679 in Erkelenz; † 24. November 1773 in Erkelenz) begründete 1772 in ihrem Testament die Studienstiftung Ohoven. Über 100 Jahre lang unterstützte die Stiftung Schüler und Studenten aus dem Erkelenzer Land. Sybille Ohoven wurde in der Pfarrkirche begraben.
- Wilhelm Philipp Gentis (* 10. März 1696 in Erkelenz; † 5. Juli 1758 in Antwerpen), Staatsrat und als Dominikus de Gentis von 1749 bis 1758 Bischof von Antwerpen
- Heinrich Jansen (* um 1705; † 1779 in Erkelenz) war ein weit über die Stadtgrenzen hinaus bedeutender Barock-Holzbildhauer und Altarschnitzer, schuf unter anderem die Hochaltäre der St.-Remigius-Kirche in Viersen (1730) und des Kreuzherrenklosters in Brüggen (1755).
- Hermann-Josef Gormanns (* 1796; † 1867), Notar und Justizrat in Erkelenz, Stifter des Hermann-Josef-Krankenhauses
- Franz Wirtz (* 1817; † nach 1839), Maler
- Carl Platz (* 1818 Saalfeld; † 1890), Gärtner, begründete das Baumschulwesen im Erkelenzer Land
- Reinhold Vasters (* 2. Januar 1827 in Erkelenz; † 14. Juni 1909 in Aachen), Goldschmied für Sakrale Kunst und Meisterfälscher
- Pauline Sels, geborene Hoffstadt (* 29. Januar 1828 in Erkelenz; † 27. April 1908 in Neuss) begründete mit einer Stiftung in Neuss das Clemens-Sels-Museum.
- Elise Schilling (* 30. August 1832 in Erkelenz; † 3. April 1907 in Erkelenz), Schriftstellerin, schrieb auch unter dem Pseudonym Ernst Lingen.
- Conrad Anton Beumers (* 1. März 1837 in Erkelenz; † 1921), Goldschmied in Düsseldorf
- Leo Heinrichs (* 15. August 1867 in Oestrich; † 23. Februar 1908 in Denver, Colorado), Pater im Franziskanerorden, 1908 in Denver während der Heiligen Messe von einem Anarchisten erschossen. Ein Seligsprechungsverfahren ist eingeleitet.
- Joseph Geyser (* 16. März 1869 in Erkelenz; † 11. April 1948 in Siegsdorf), Philosoph, Professor in Münster, Freiburg und München, Vertreter der Philosophia perennis
- Reinhold Klügel (* 25. September 1878 in Niederlangenau/Niederschlesien; † 7. September 1965 in Erkelenz) Arbeitersekretär und Kommunalpolitiker
- Joseph Hahn (* 18. Oktober 1883 in Erkelenz; † 10. November 1944), Mitglied der Zentrumspartei, Herausgeber der Zeitung Erkelenzer Kreisblatt, 1944 im Zuge der Aktion Gewitter für einige Wochen inhaftiert, verstarb nach seiner Freilassung noch im selben Jahr an den Folgen seiner KZ-Haft.
- Eduard Wessel (* 30. Mai 1883 in Wittlich; † 21. Dezember 1944 in Erkelenz), Landrat des Kreises Erkelenz von 1933 bis 1945
- Jacob Herle (* 1885 in Erkelenz; † 1957), Unternehmer und Verbandsfunktionär
- Heinrich Sieben (* 10. Januar 1894 in Erkelenz; † 24. Dezember 1954 in Erkelenz), Kaufmann und Politiker (CDU), Bürgermeister in Erkelenz von 1948 bis 1952 und Landrat des Kreises Erkelenz von 1946 bis 1948
- Jack Schiefer (* 16. April 1898 in Sinnersdorf; † 29. Januar 1980 in Erkelenz), Sozialdemokrat, Schriftsteller, Widerstandskämpfer und Häftling in der NS-Zeit, 1945 erster Landrat und 1946 Oberkreisdirektor im damaligen Kreis Erkelenz
- Joseph Emonds (* 15. November 1898 in Erkelenz-Terheeg; † 7. Februar 1975 in Euskirchen-Kirchheim), katholischer Geistlicher und 2013 von der Gedenkstätte Yad Vashem als Gerechter unter den Völkern geehrt
- Werner Müller (* 10. Februar 1900 in Frankfurt; † 5. Mai 1982 in Düsseldorf), Direktor bei der Bohr, am 14. Oktober 1943 vom Volksgerichtshof wegen Wehrkraftzersetzung zum Tode verurteilt, im Februar 1944 zu lebenslänglichem Zuchthaus begnadigt, überlebte und baute nach dem Krieg die Bohrgerätefabrik wieder auf. Vom 12. Februar bis zum 12. Oktober 1946 war er von der britischen Militärregierung zum Landrat des Kreises Erkelenz berufen worden.
- Lambert Romanus Kämmerling (* 28. April 1917 in Erkelenz; † 12. Februar 1945 in Manila), Schulbruder und Märtyrer
- Lutz Mommartz (* 6. März 1934 in Erkelenz; † 26. Juli 2025 in Düsseldorf), Experimentalfilmer und Filmregisseur
- Dietmar Kamper (* 5. Oktober 1936 in Erkelenz; † 28. Oktober 2001 in Berlin), Philosoph, Schriftsteller, Soziologe und Hochschullehrer
- Karl H. Fell (* 16. Dezember 1936 in Erkelenz; † 1996), Politiker (CDU)
- Rassem Yahya (* 24. August 1938), ein aus Palästina stammender syrischer Basketballnationalspieler und deutscher Basketball-Bundesligaspieler (BBL), unter anderem Deutscher Basketballmeister 1962 und 1969 sowie 1967 Pokalsieger des Deutschen Basketball Bundes. Als promovierter Chirurg bis 2005 in eigener Facharztpraxis in Erkelenz tätig.
- Klaus Tenfelde (* 29. März 1944 in Erkelenz; † 1. Juli 2011 in Bochum), Historiker, Professor für Sozialgeschichte und soziale Bewegungen, Direktor des Instituts für soziale Bewegungen der Ruhr-Universität Bochum.
- Wolfgang Fröde (* 19. Februar 1952 in Bensberg; † 22. November 2009 in Erkelenz), Maler, lebte mehr als 20 Jahre in Erkelenz
- Ricarda Brandts (* 26. August 1955 in Erkelenz), Juristin
- Andrea Hilgers (* 22. September 1962 in Immerath; † 7. Juni 2019 Braunschweig), Politikerin (SPD) und Mitglied der Hamburgischen Bürgerschaft
- Ralf Georg Czapla (* 24. Juni 1964 in Immerath), Literatur- und Kulturwissenschaftler
- Bernd Grzeszick (* 23. Dezember 1965 in Erkelenz), Rechtswissenschaftler
- Claudia Marbach, geborene Hovermann (* 27. August 1966 in Erkelenz), Sachbuchautorin und Kommunikationstrainerin
- Heinz Lengersdorf (* 4. November 1966 in Erkelenz), klassischer Pianist
- Beate Görtz (* 3. Juli 1969 in Erkelenz), dreifache Altersklassen-Siegerin der Ironman World Championships (2010, 2011, 2019)
- Markus Matzerath (* 3. Dezember 1970 in Erkelenz), Politiker (AfD)
- Claudia Kemper (* 1973), Historikerin
- Simon Unge, bürgerlich Simon Wiefels, (* 31. August 1990 in Erkelenz), Webvideoproduzent auf YouTube
- Lewis Holtby (* 18. September 1990 in Erkelenz), Profi-Fußballspieler
- Nina Holt (* 1. Februar 2003), Schwimmerin
- Jil Frehse (* 10. Mai 2004), Fußballspielerin.

### Ehrenbürger
- Franz Jungbluth (* 4. Oktober 1809 in Aldenhoven; † 28. Dezember 1872 in Aachen), Justizrat in Aachen, er regelte den Nachlass seines verstorbenen Onkels Hermann Josef Gormanns. Hieraus entstand die Gormannsstiftung (später: Hermann-Josef-Stiftung), die 1871 das Krankenhaus erbaute. Franz Jungbluth war die erste Persönlichkeit, die die Ehrenbürgerwürde erhielt.
- Franz Reinkens (* 3. Dezember 1826 in Burtscheid; † 4. Juli 1905 in Aachen), 39 Jahre, von 1861 bis 1900, Bürgermeister
- Hermann Joseph Kamp (* 28. April 1849 in Merzenhausen; † 4. Juni 1931 in Erkelenz), der Prälat, Ehrendechant und Monsignore war von 1903 bis 1931 Oberpfarrer an St. Lambertus.
- Bernhard Hahn (* 22. Februar 1855 in Soller; † 13. Dezember 1931 in Erkelenz), Bürgermeister von 1900 bis 1916, initiierte die Modernisierung der Stadt.
- Anton Raky (* 5. Januar 1868 in Seelenberg; † 22. August 1943 in Berlin), Pionier der Bohrtechnologie, Begründer der Internationalen Bohrgesellschaft in Erkelenz und großzügiger Gönner der Stadt
- Wilhelm Meyer (* 28. November 1856 in Orsbeck; † 30. August 1934 in Erkelenz), Justizrat und Notar in Erkelenz, langjähriger Beigeordneter der Stadt
- Alfred von Reumont (* 15. März 1863 in Aachen; † 30. Juli 1942 in Fahr/Rhein), Landrat des Kreises Erkelenz von 1895 bis 1928
- Johannes Spitzlei (27. November 1866 in Köln; † 24. Oktober 1934 in Mönchengladbach), von 1916 bis 1932 Bürgermeister von Erkelenz
- Edmund Knorr (* 11. Oktober 1885 in Ratheim; † 9. Januar 1979 in Erkelenz), Lehrer, Naturschützer und Ornithologe
- Hermann Jansen (* 25. März 1889 in Kleingerichhausen; † 20. März 1972 in Erkelenz), von 1952 bis 1969 Bürgermeister von Erkelenz
- Heinrich Maassen (* 17. Dezember 1889 in Oestrich; † 27. November 1971 in Lövenich), rund  vier Jahrzehnte haupt- und ehrenamtlicher Bürgermeister in Lövenich
- Johann Corsten (* 12. Juni 1892 in Keyenberg; † 22. März 1982 in Immerath), Amtsrentmeister, Bürgermeister, langjähriger Brudermeister der St. Sebastianus Schützenbruderschaft Immerath
- Eugen Gerards (* 6. April 1904 in Oestrich; † 31. Mai 1985 auf Hauerhof), Landwirt auf Hauerhof bei Katzem und von 1958 bis 1970 Landtagsabgeordneter der CDU
- Alex Schäfer (* 11. Juli 1905 in Wanlo; † 11. April 1980 in Erkelenz); Dreher und von 1959 bis 1971 Ratsherr und stellvertretender Bürgermeister in Kückhoven
- Konrad Büschgens (* 15. September 1906 in Kückhoven; † 26. Dezember 1984 in Erkelenz), Landwirt und von 1966 bis 1971 Bürgermeister in Kückhoven
- Alois Jost (* 22. September 1908 in Hehlrath/Aachen; † 11. Juni 1993), Jurist, von 1952 bis 1971 Stadtdirektor der Stadt Erkelenz
- Jakob Franzen (* 16. September 1919 in Gerderath; † 6. Juni 2008), Weber, seit 1946 im Gerderather Gemeinderat, von 1947 bis 1972 Bürgermeister in Gerderath und von 1972 bis 1992 Ratsherr in Erkelenz
- Louis Rabel (* 6. Februar 1922 in Huisnes-sur-Mer (F); † 2. November 1996), Bürgermeister der französischen Partnerstadt Saint-James. Er wurde am 12. März 1987 zum Ehrenbürger ernannt.
- Willy Stein (* 28. Juni 1925 in Gelsenkirchen; † 28. Oktober 2003 in Erkelenz), Lehrer und langjähriger Bürgermeister
- Arnold Poll (* 14. September 1925 in Gey; † 16. April 2016 in Houverath) der Prälat und Pfarrer in Houverath baute das Kindermissionswerk Aachen und die Sternsingeraktion auf
- Michel Thoury (* 20. Juli 1942 in Saint-Hilaire-du-Harcouët; † 17. Februar 2015 auf der Autoroute A84 bei Pont-Farcy), Zahnarzt und von 1983 bis 2014 Bürgermeister der französischen Partnerstadt Saint-James
- Yannick Duval (* 24. Juni 1953 in Saint-James), Präsident der Tricots St. James und langjähriger Vorsitzender des Partnerschaftskomitees in Saint James[99]

### Bildbände
- Edwin Pinzek: Erkelenz – Eine Stadt ändert ihr Gesicht. Bildband mit erläuternden Texten. Stadt Erkelenz 1966.
- Edwin Pinzek: Erkelenzer Land. Kunstwerke und Baudenkmale. Bildband mit erläuternden Texten. Kreis- und Stadtsparkasse Erkelenz, Erkelenz 1973.
- Klaus Barisch, Friedel Krings, Josef Rick: Erkelenz. Bildband mit begleitenden Texten, Rheinland-Verlag, Pulheim 1980, ISBN 3-7927-0539-7.
- Erkelenz – mittendrin und rundherum – Stadt und Land im Wandel. (Bildband) Herausgegeben vom Heimatverein der Erkelenzer Lande e. V., Erkelenz 2012.
- Hiram Kümper, Christina Clever-Kümper: Erkelenz. (= Rheinische Kunststätten. Nr. 556). Köln 2015, ISBN 978-3-86526-109-0.

### Historisches
- Josef Gaspers, Leo Sels: Geschichte der Stadt Erkelenz. Erkelenz 1926.
- Albert Huyskens: Der Anteil des Aachener Münsterstifts an der Entwicklung der Grundherrschaft Erkelenz zur Stadt. Verlag Jakob Herle, Erkelenz 1929.
- Studien zur Geschichte der Stadt Erkelenz vom Mittelalter bis zur frühen Neuzeit. Herausgegeben von der Stadtverwaltung anlässlich der 650-Jahr-Feier der Stadt Erkelenz. (Schriftenreihe der Stadt Erkelenz 1) Rheinland-Verlag, Köln 1976, ISBN 3-7927-0285-1.
- Barbara Karbig: Die Grundherrschaft des Aachener Marienstiftes in Erkelenz. In: Schriften des Heimatverein der Erkelenzer Lande e. V., Band 11, Erkelenz 1991.
- Maria Meurer: Erkelenz privat 1920–1970. Persönliche Stadtgeschichte(n). Sutton Verlag, 2000, ISBN 3-89702-183-8.
- Stefan Grates: Der große Münzalmanach über alte Währungen im Erkelenzer Land. Band 1/2006.

### Periodika
- Erkelenzer Geschichts- und Altertumsverein. 10 Hefte, Erkelenz 1920 bis 1930.
- Heimatkalender der Erkelenzer Lande. Kreis Erkelenz in Zusammenarbeit mit dem Heimatverein der Erkelenzer Lande, 21 Bände, Erkelenz 1952 bis 1972.
- Schriften des Heimatverein der Erkelenzer Lande e. V. Innerhalb dieser Reihe erscheinen Monografien und Sammelbände, 31 Bände, Erkelenz 1981 bis 2018.
- Schriftenreihe der Stadt Erkelenz. 12 Bände, Erkelenz seit 1976.
- Heimatkalender des Kreises Heinsberg. 47 Bände, Heinsberg 1973 bis 2019.